# La Robertsau
La Robertsau (prononcé /ʁobɛʁtsaw/ ou /ʁobɛʁtso/ ; en allemand : Ruprechtsau, de l'allemand Rupert et Aue) est le quartier le plus septentrional de Strasbourg, autrefois maraîcher et aujourd'hui essentiellement résidentiel.
Administrativement, la Robertsau est regroupée avec le Wacken et la cité de l'Ill pour former l'ensemble Robertsau - Wacken.

## Géographie

### Localisation
La Robertsau couvre 1 810 ha, soit 23 % du territoire communal de Strasbourg (7 826 ha). Le quartier est délimité à l'ouest par l'Ill, au nord par la forêt de la Robertsau, à l'est par le Rhin et au sud par le canal de la Marne au Rhin. Les quartiers strasbourgeois mitoyens sont le Wacken, le quartier de l'Orangerie, le quartier du Conseil des XV et la cité de l'Ill. À l'ouest se trouvent les communes de Hœnheim, Bischheim, Schiltigheim et au nord La Wantzenau.

### Population
Longtemps terre insalubre appréciée des seuls pêcheurs, la Robertsau a connu une croissance démographique continue. D'après les registres paroissiaux, la population du quartier peut être estimée à environ 1 000 personnes en 1700. En 1871, le quartier comptait 6 000 habitants et 8 000 dès 1900.
En 1990, la Robertsau comptait 18 000 habitants.
Lors du recensement réalisé par l'INSEE en 1999, la Robertsau, le Wacken et la cité de l'Ill comptaient 22 567 habitants, soit 8,5 % de la population strasbourgeoise. En dépit d'une perte de population concernant la cité de l'Ill où sont concentrés 90 % des logements aidés, la Robertsau enregistre ainsi une progression de 16 % par rapport au recensement précédent (1990), soit trois fois supérieure à celle observée sur l'ensemble de la ville.
Ses habitants sont appelés les Robertsauviens et les Robertsauviennes.

## Toponymie
Le nom de la localité est attesté sous la forme Ruprechtsau.
Se  décompose Ruprecht, nom d’homme germanique et du mot allemand aue, « prairie humide, prairie au bord de l'eau ».

## Historique

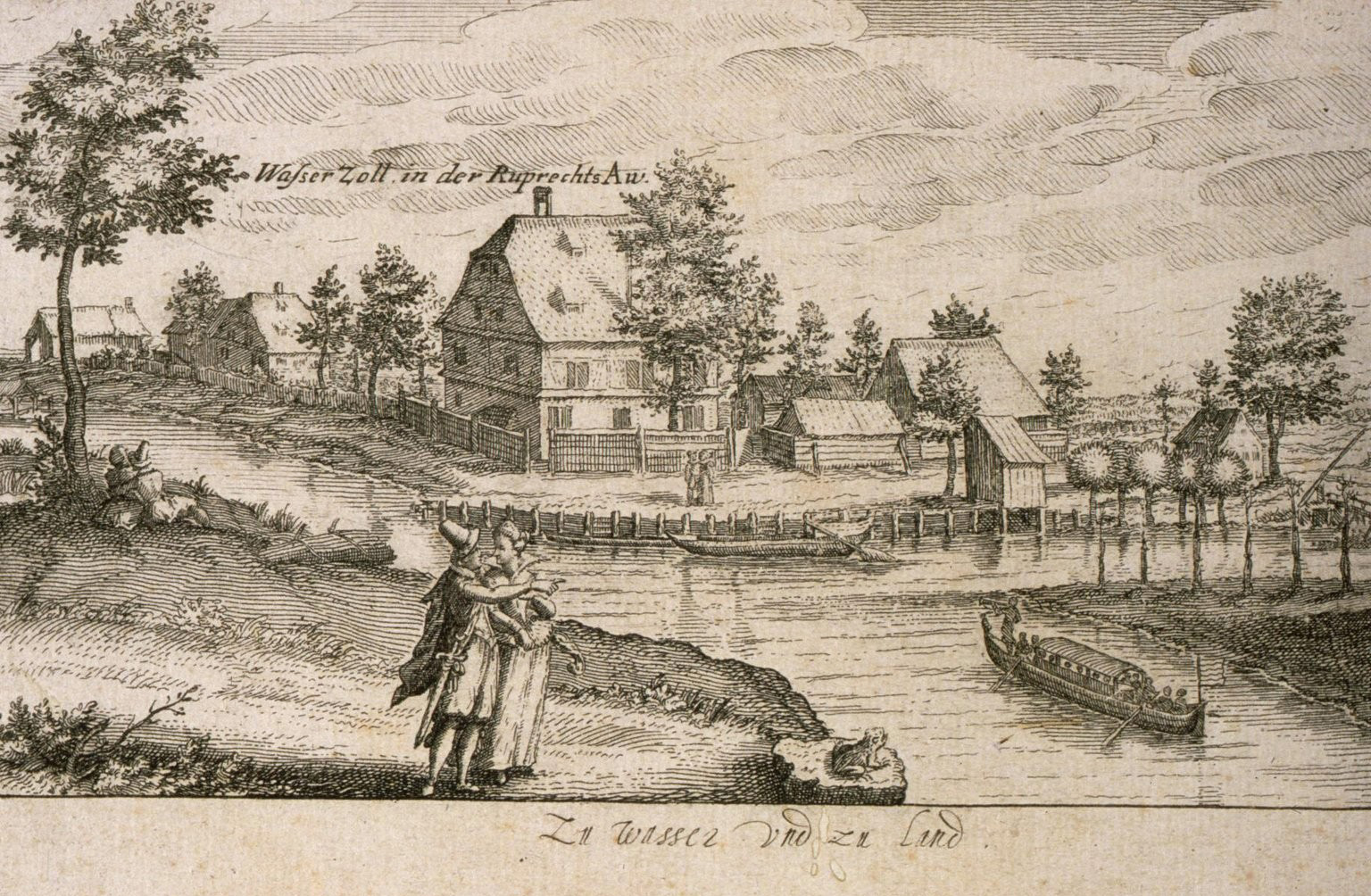
Jacob van der Heyden, Zu Wasser und zu Land, Walzer Zoll in der Ruprechts Aw, 1613.

Le chevalier Robert Bock y construisit un château, dont il ne reste aujourd'hui aucun vestige, aux alentours de l'an 1200. On lui doit le nom du quartier — nommé « Ruprechtsau » en allemand —, de son axe principal, la rue Boecklin, et celui d'une rue adjacente, la rue du chevalier Robert.
Au XVIIe siècle, un fort avancé, le Fort-Louis, y fut construit par Vauban sur une île. Ce fort était destiné à la défense de la ville de Strasbourg à la veille de la guerre de la ligue d'Augsbourg.
Au XVIIIe siècle, Joseph Guérault, entrepreneur des ouvrages du Roi, fait construire son château en bordure de la forêt. La noblesse et la haute-bourgeoise, attirées par le caractère bucolique de la Robertsau, y construisent des maisons de campagnes ou « güeter ». En 1784, on recense 256 foyers dont 45 « güeter ».
Le site était initialement traversé par de nombreux bras de l'Ill et du Rhin et occupé par une partie de la forêt rhénane, qui subsiste aujourd'hui au nord du quartier. Ses fréquentes inondations ont entraîné une apparition tardive de l'urbanisation, au cours du XIXe siècle. Elle fut le fait de maraîchers, dont les exploitations ont été progressivement remplacées par un habitat pérenne et peu à peu par des villégiatures de riches Strasbourgeois.
La confrérie des jardiniers de Saint-Fiacre est fondée en 1752. Celle-ci existe encore de nos jours et organise chaque année la fête des jardiniers à l'occasion de la Saint-Fiacre.
Au début du XXe siècle, la Robertsau comptait une centaine de maraîchers ce qui lui valait le surnom de « Laüch » (poireau). Le quartier est alors essentiellement peuplé de maraîchers et d'ouvriers, en 1895 la papeterie employait 327 personnes. De nombreuses maisons de maître, le presbytère catholique, le collège et le sanatorium sont construits au cours de la période allemande. Les restaurants et cafés du quartier sont alors très fréquentés par les excursionnistes venus du centre-ville. Le quartier est desservi par le tramway à partir de 1883.
Le port aux pétroles et le bassin Albert Auberger, à l'est, sont construits en 1927. Bombardé durant la Seconde Guerre mondiale, le port aux pétroles est agrandi dans les années 1960. Sept cents jardins vivriers, près du port aux pétroles, sont soumis à une interdiction d'arrosage, car l'eau de la nappe phréatique est durablement polluée par les produits pétroliers. Un incinérateur de déchets dangereux est également implanté dans le port aux pétroles.
En septembre 1940, une partie des Robertsauviens se sont réfugiés en Dordogne, dont près de 200 à Saint-Martial-d'Albarède.
La ligne de tramway 3/13 (Gare centrale - Robertsau Église - Robertsau Sainte-Anne) est fermée en 1953.
Le nombre d'exploitations maraîchères a considérablement chuté depuis les années 1960. On dénombrait 69 exploitations en 1960, 56 en 1967, 28 en 1984 et une quinzaine au milieu des années 1990. En 2010, le quartier ne comptait plus que 8 maraîchers mais ce chiffre est remonté à 15 en 2015.
La population actuelle du quartier est caractérisée par des revenus supérieurs à la moyenne de la ville, à l'exception de la cité de l'Ill, construite dans les années 1960 dans sa frange nord-ouest.

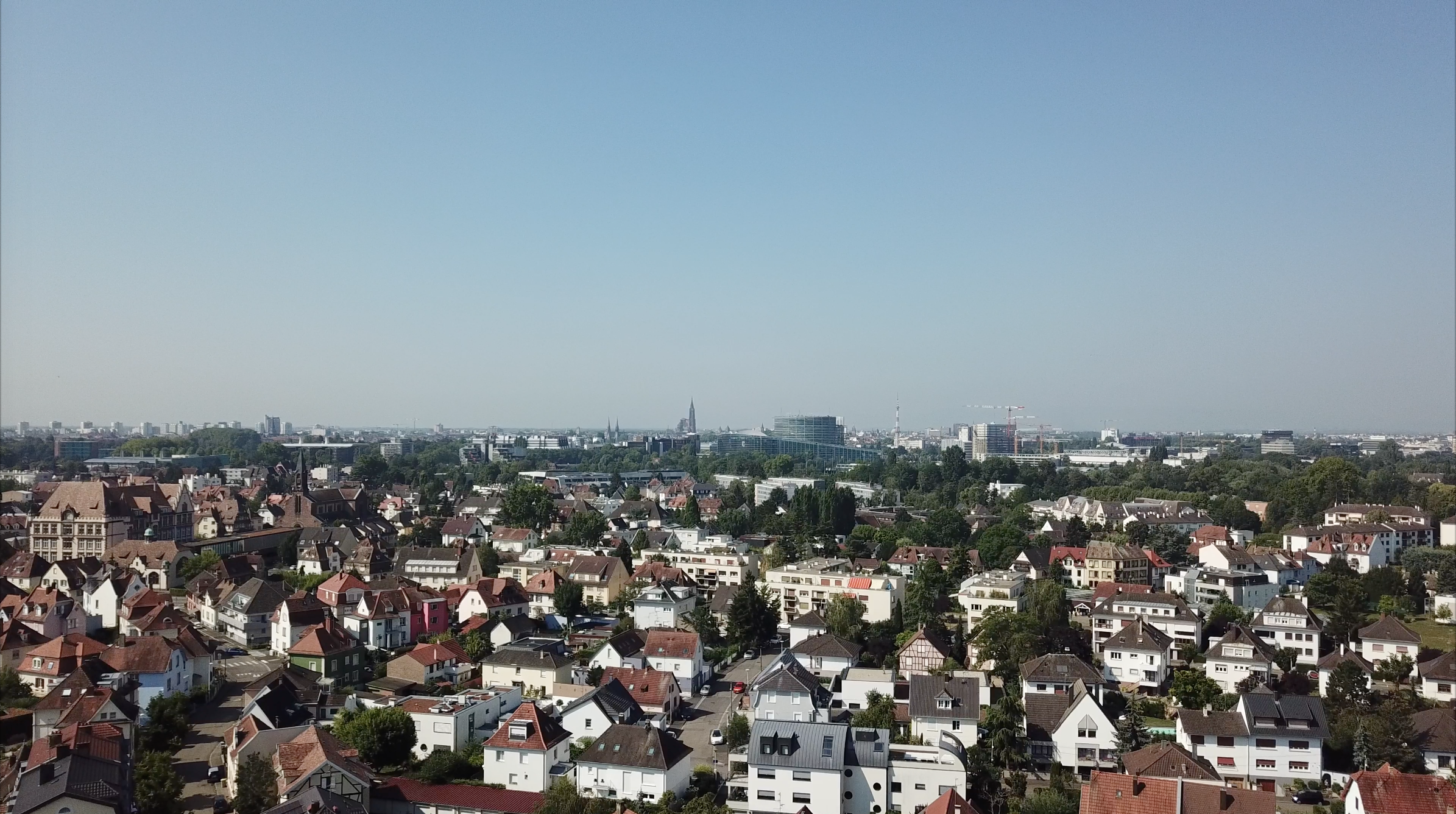
Vue aérienne du quartier. À gauche on distingue le collège de la Robertsau et l'église Saint-Louis. Le quartier européen ainsi que la cathédrale sont visibles à l'arrière plan.

Son isolement, son caractère verdoyant et champêtre, la proximité des institutions européennes et sa réputation de quartier aisé sont à l'origine de son attractivité et ont favorisé son récent développement. Cette forte pression foncière se heurte cependant à plusieurs contraintes, à commencer par l'inondabilité du site, que ce soit par remontée de nappe ou par submersion. Les rares terres non-inondables disponibles sont par ailleurs frappées de restrictions, voire d'interdiction d'urbanisation, du fait de la proximité d'installations industrielles et portuaires à l'est (le port aux pétroles) et de leurs périmètres Seveso et de boil over.
De plus, la faible accessibilité du quartier (seuls trois ponts routiers relient la Robertsau aux quartiers centraux et une absence de transport en commun en site propre) imposent de contrôler le développement et l'urbanisation pour limiter la saturation de son réseau.

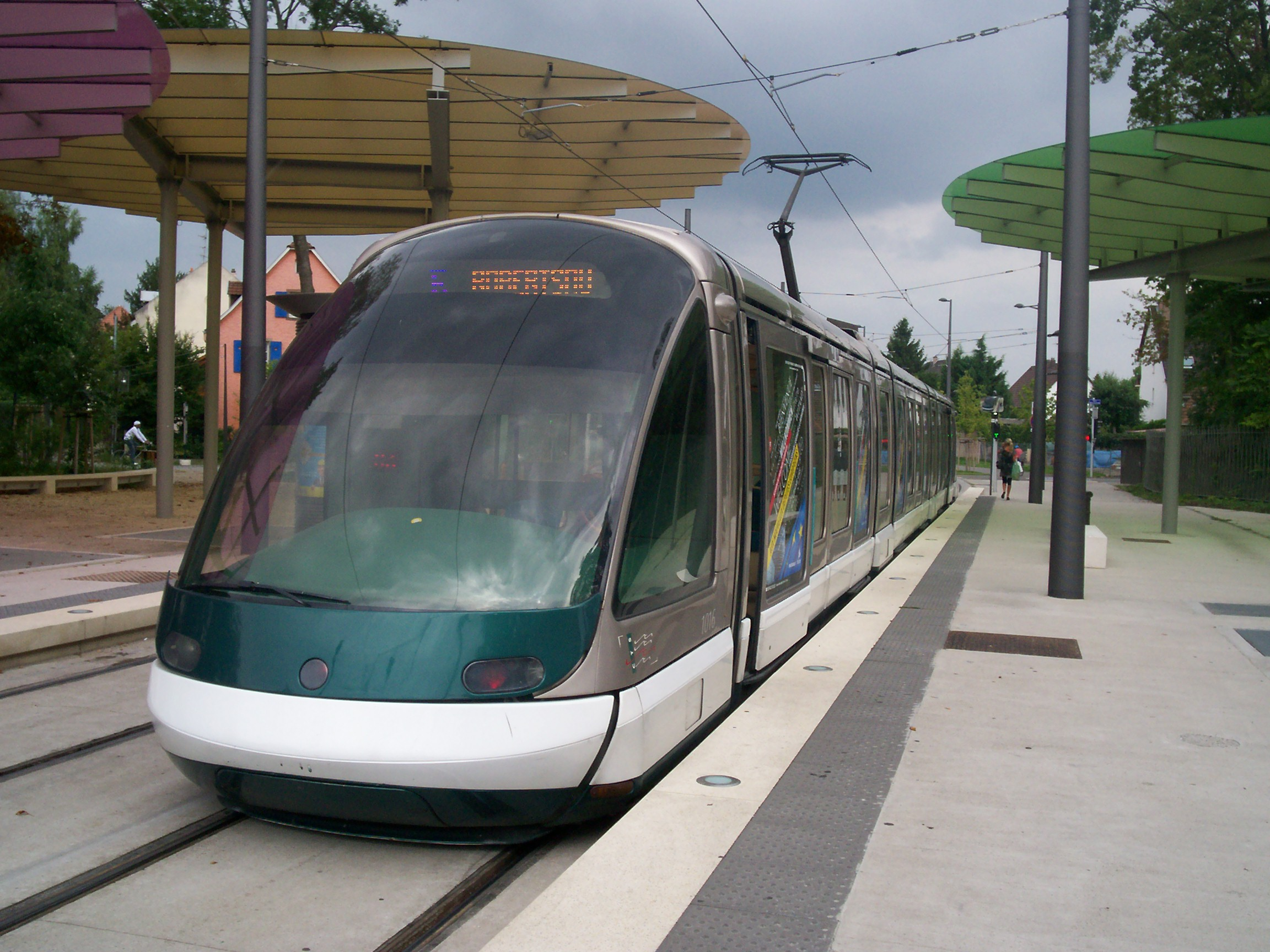
Tram : Boecklin, ancien terminus de la ligne E.

Enfin, la densification récente du quartier a eu pour corollaire l'affaiblissement de ses caractéristiques patrimoniales et urbaines, du fait de la disparition progressive des maraîchers et de certaines villas et maisons vernaculaires au profit de constructions plus banales, voire dans certains cas, de lotissements pavillonnaires au cours des années 1980 et 1990 (quartier de la Renaissance).

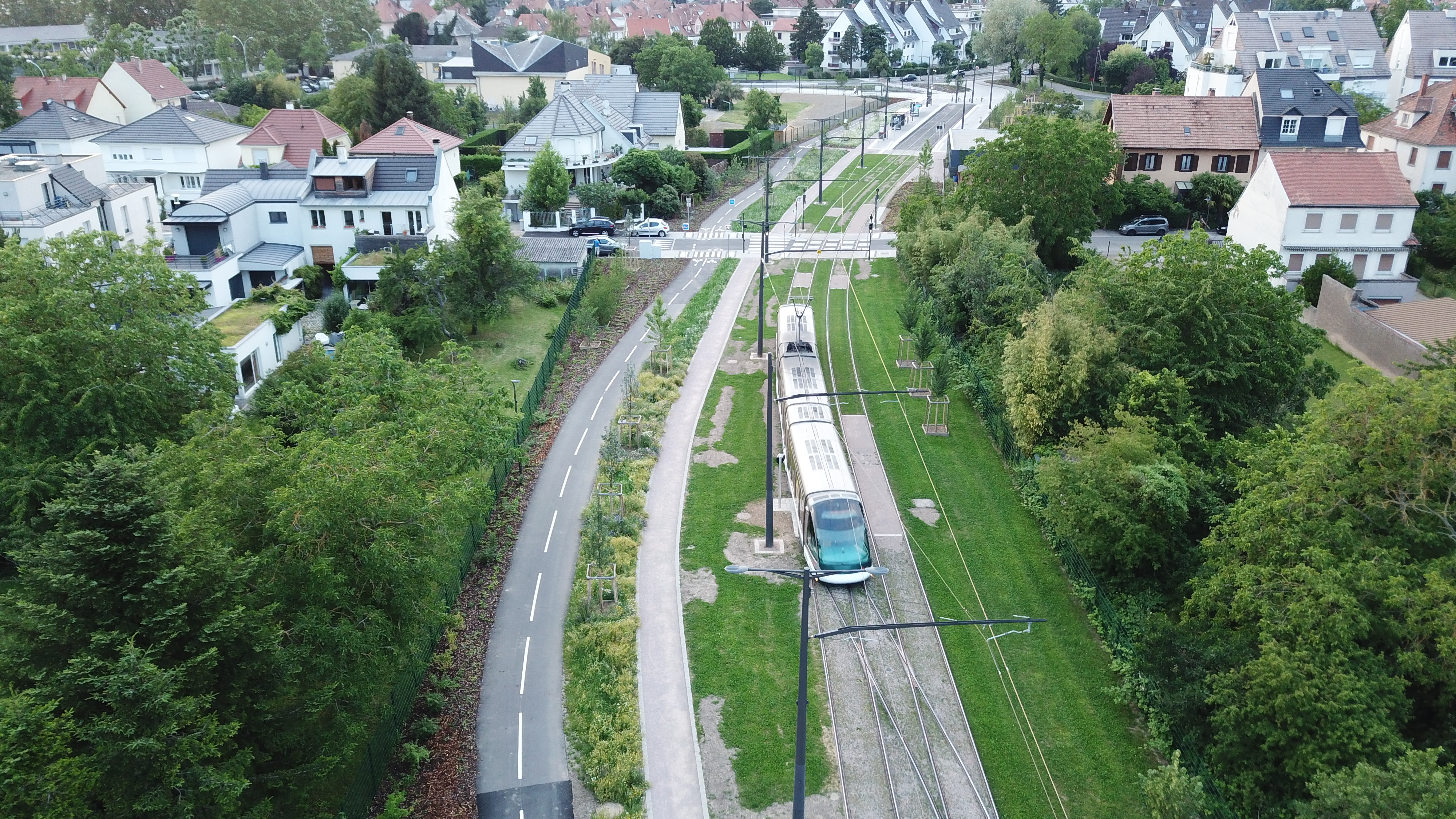
Vue de l'extension de la ligne E du tramway avec sa piste cyclable bidirectionnelle et le cheminement piéton.

Depuis novembre 2007, l'entrée sud de la Robertsau est desservie par la ligne E du nouveau tramway via les stations Droits de l'Homme et Boecklin. Cette ligne est prolongée de 1,6 km — comportant 3 nouvelles stations — jusqu'au centre socio-culturel l'Escale le 17 juin 2019 .
La Robertsau était jadis traversée par le canal des Français. Construit en 1707, pour un usage militaire, il reliait la Citadelle de Strasbourg à l'Ill au droit de Fuchs am Buckel. Ce lieu-dit tire son nom du pêcheur Georg Fuchs, qui y ouvre une auberge au début du 19e siècle. Il perd sa fonction militaire dès 1714. Abandonné, il a quasiment disparu dans les années 1960 provoquant notamment l'asséchement des étangs du Parc de Pourtalès. Un projet de remise en eau est en cours depuis 2012. Son tracé constitue la limite à l’urbanisation du quartier,.
En mars 2017, le projet de construction de trois tours de 50 et 40 mètres de haut comportant 240 logements en bordure du Muhlwasser, à l'emplacement d'anciens entrepôts de la papeterie, suscite de nombreuses critiques et une vive opposition de la part des Robertsauviens. Une nouvelle version du projet est présentée en septembre 2018, celle-ci prévoit la réalisation de 130 à 150 logements dans une trentaine de petits immeubles ne dépassant pas les deux étages .
Le foyer de la paroisse Saint-Louis est construit en 1910 en bordure de la place du Corps-du-Garde. Il devait être démoli pour laisser place à un programme immobilier et nouveau foyer aurait été construit dans le jardin de l'église Saint-Louis. Ce projet a rencontré une forte opposition de la part des riverains avec notamment la création d'un collectif pour la sauvegarde du bâtiment et l'aménagement de ses abords. En avril 2019, deux délibérations du conseil municipal aboutissent à la préservation du bâtiment et du jardin de l'église. Le foyer sera rénové grâce à la vente par la paroisse de plusieurs parcelles de terrain dont l'une, située rue Boecklin, accueillera une nouvelle mairie de quartier à l'horizon 2022.

## Patrimoine

### Château de Pourtalès
Le monument le plus remarquable de la Robertsau est le château de Pourtalès avec son grand parc de style jardin anglais.

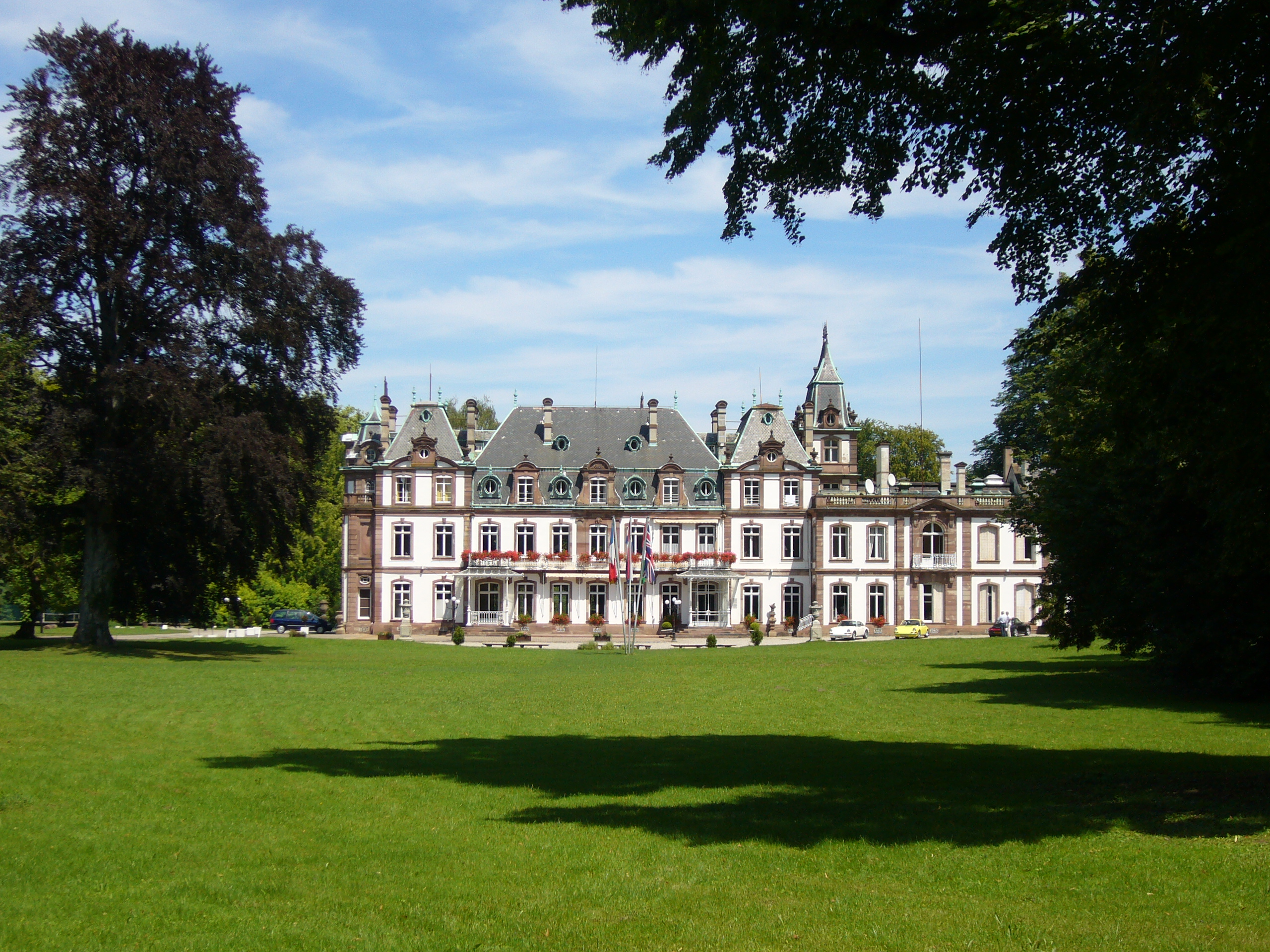
Le château de Pourtalès.

### Ferme Bussière
Au nord du parc de Pourtalès, cette ancienne ferme abrite aujourd'hui le Centre d'initiation à la nature et à l'environnement de Bussierre de la métropole de Strasbourg, aménagé en 2001 dans l'ancienne grange et ouvert en 2003 . Il est géré par l'association Strasbourg Initiation Nature Environnement (SINE).

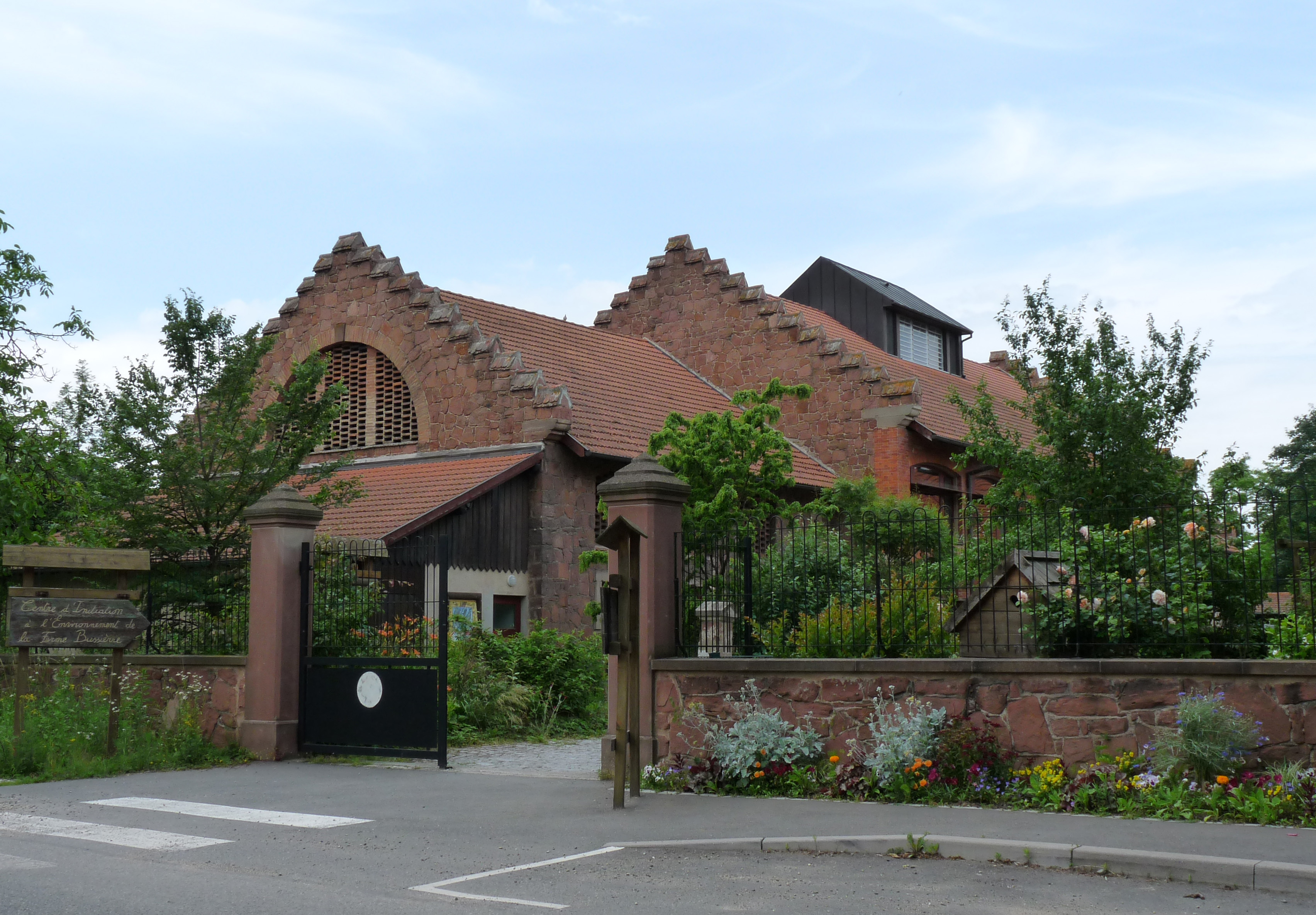
La ferme Bussière.

### Maisons à colombages
Le quartier a conservé de nombreuses maisons à colombages dont plusieurs abritent aujourd'hui des restaurants.

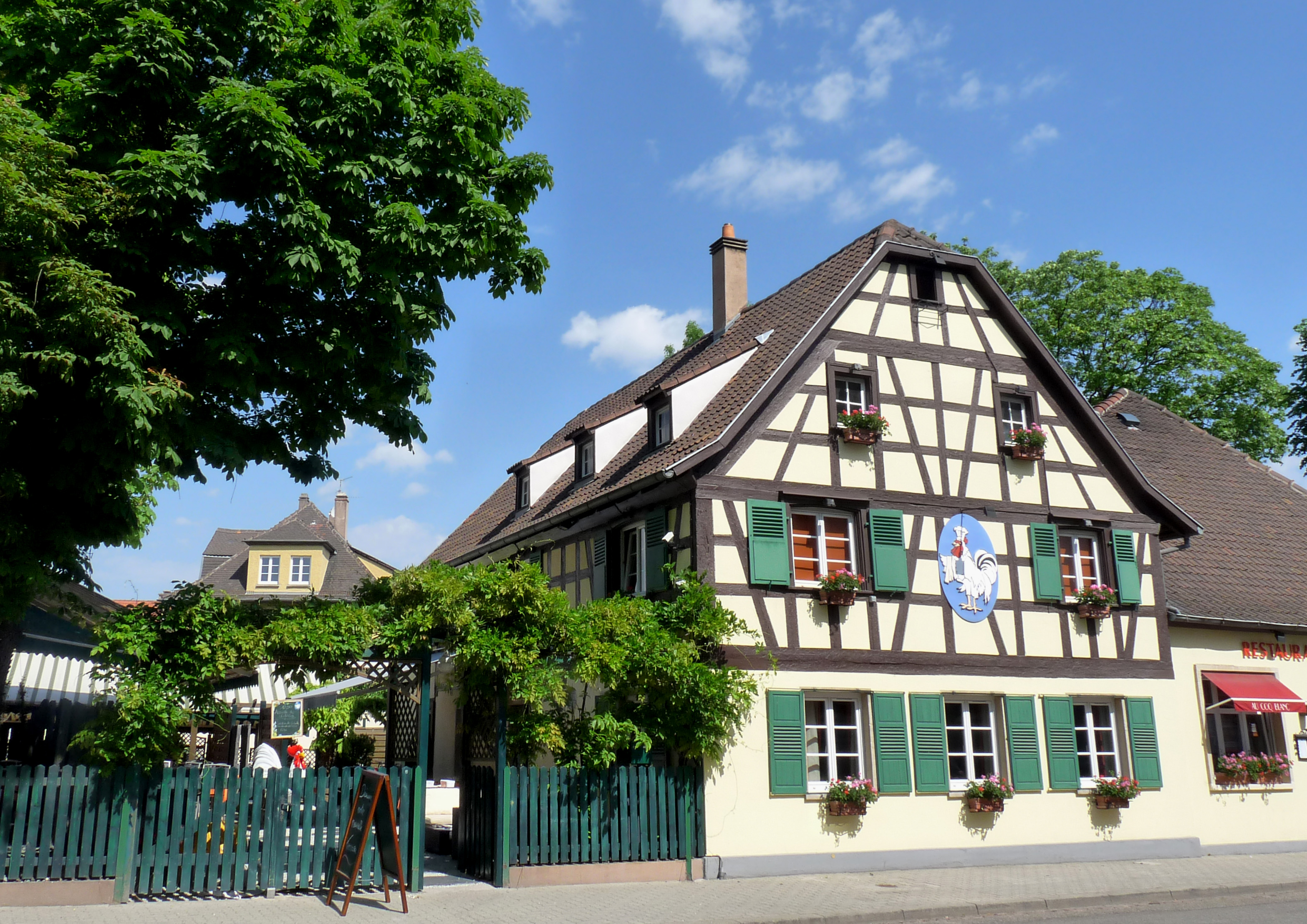
Au Coq Blanc.
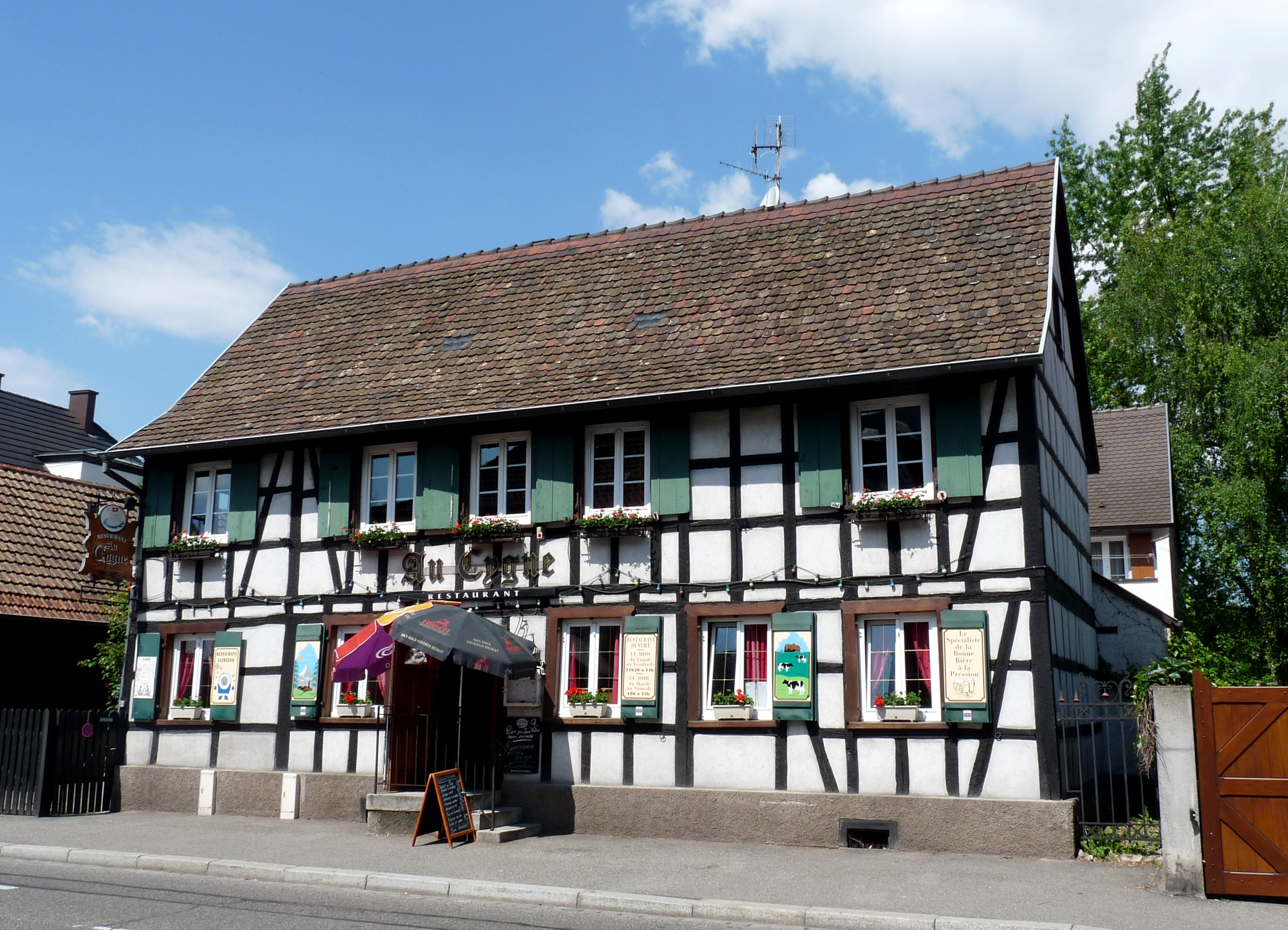
Au Cygne.
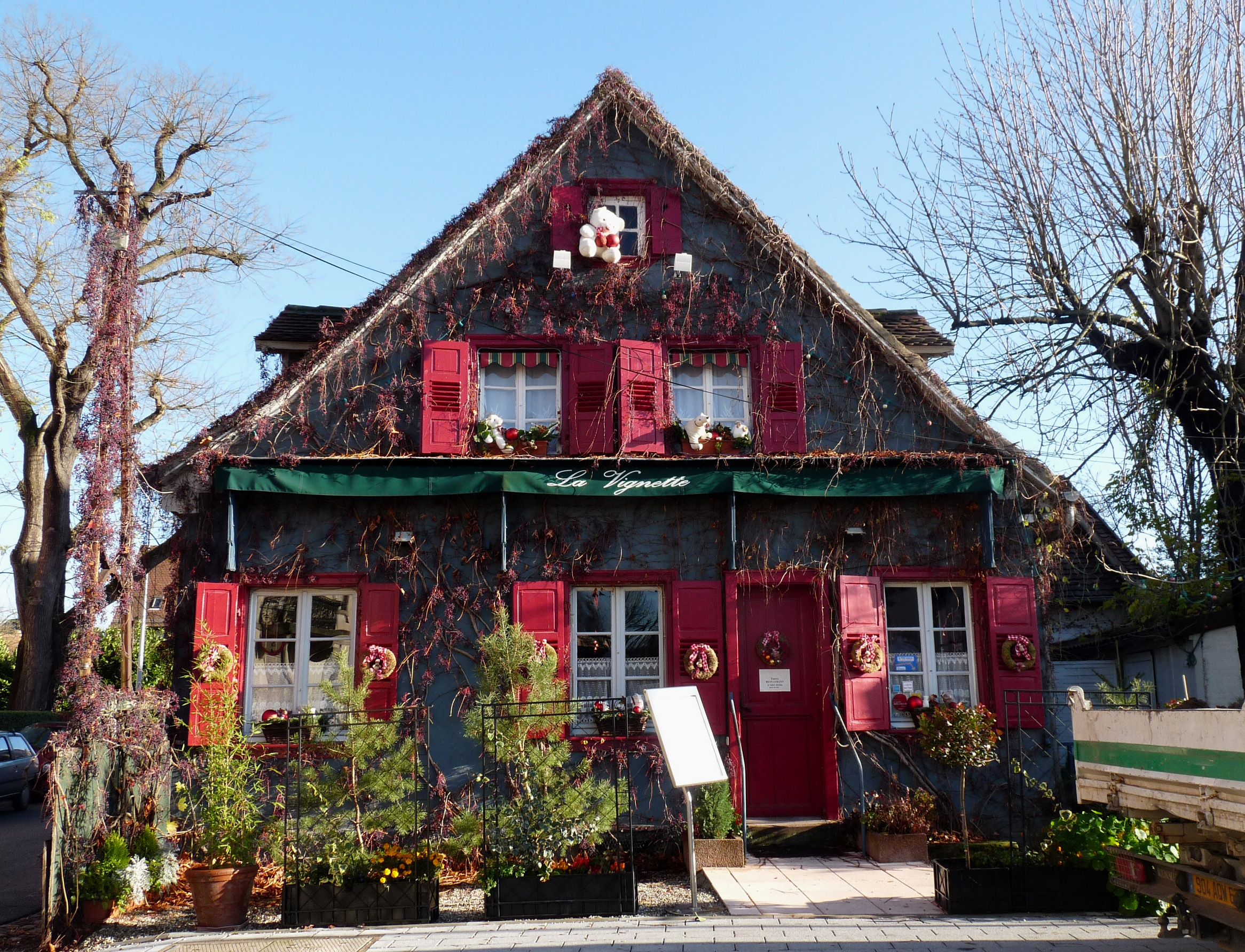
La Vignette.
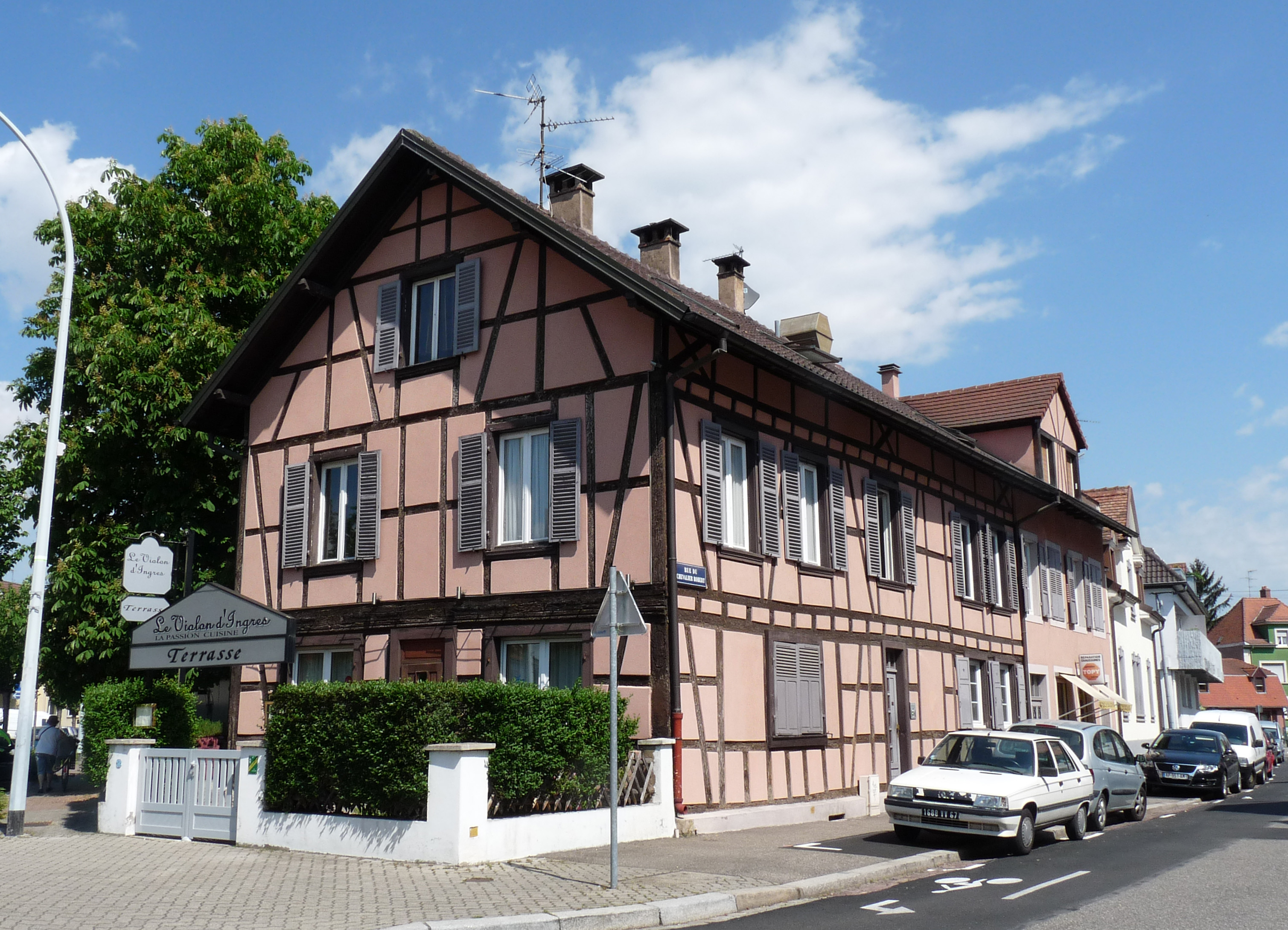
Le Violon d'Ingres.

### Lieux de culte
La Robertsau possède deux églises, l'église protestante de la Robertsau construite en 1864, et l'église catholique – nommée église Saint-Louis de la Robertsau (pour la distinguer de l'église Saint-Louis en ville).

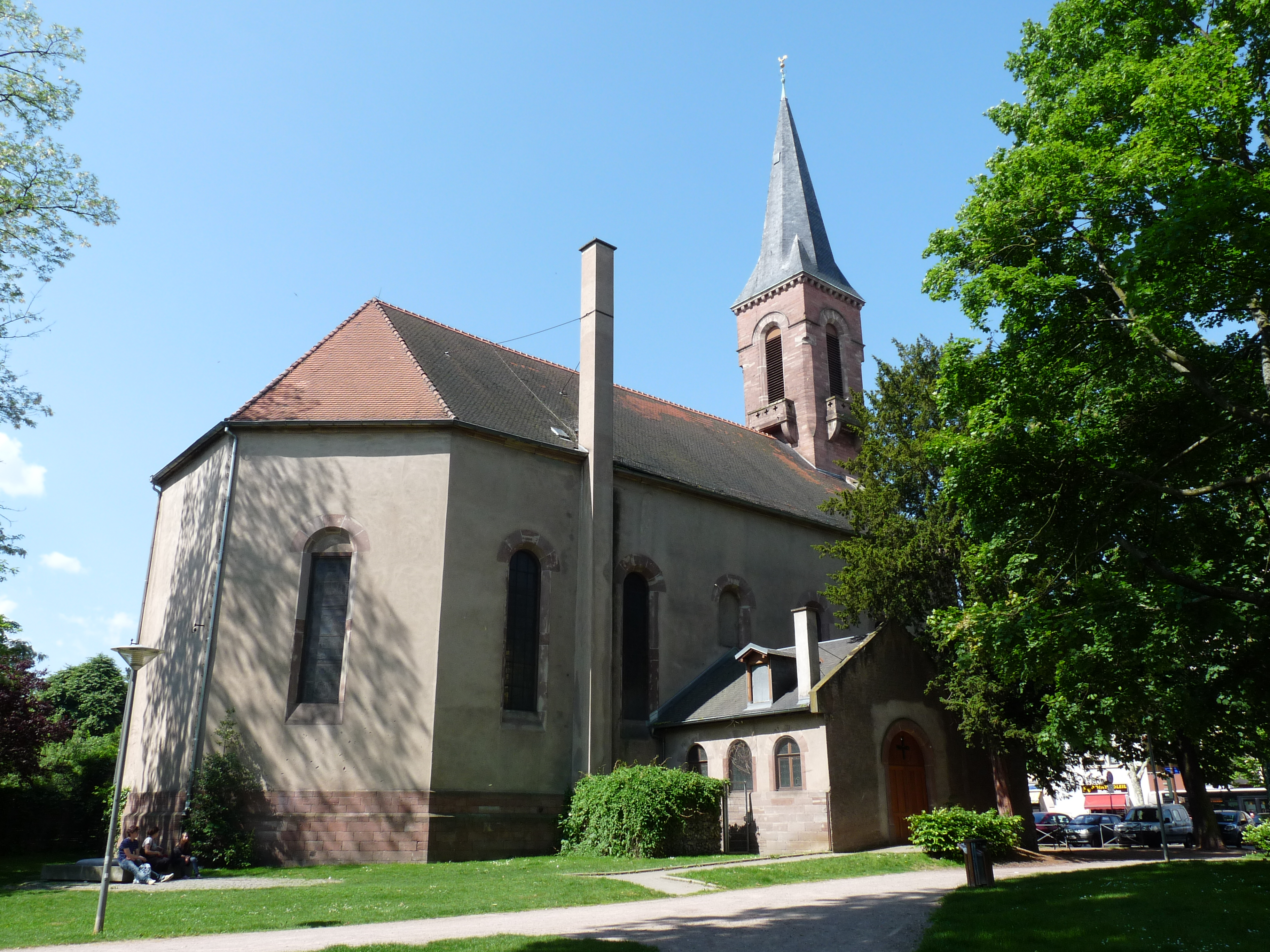
L'église protestante de la Robertsau.
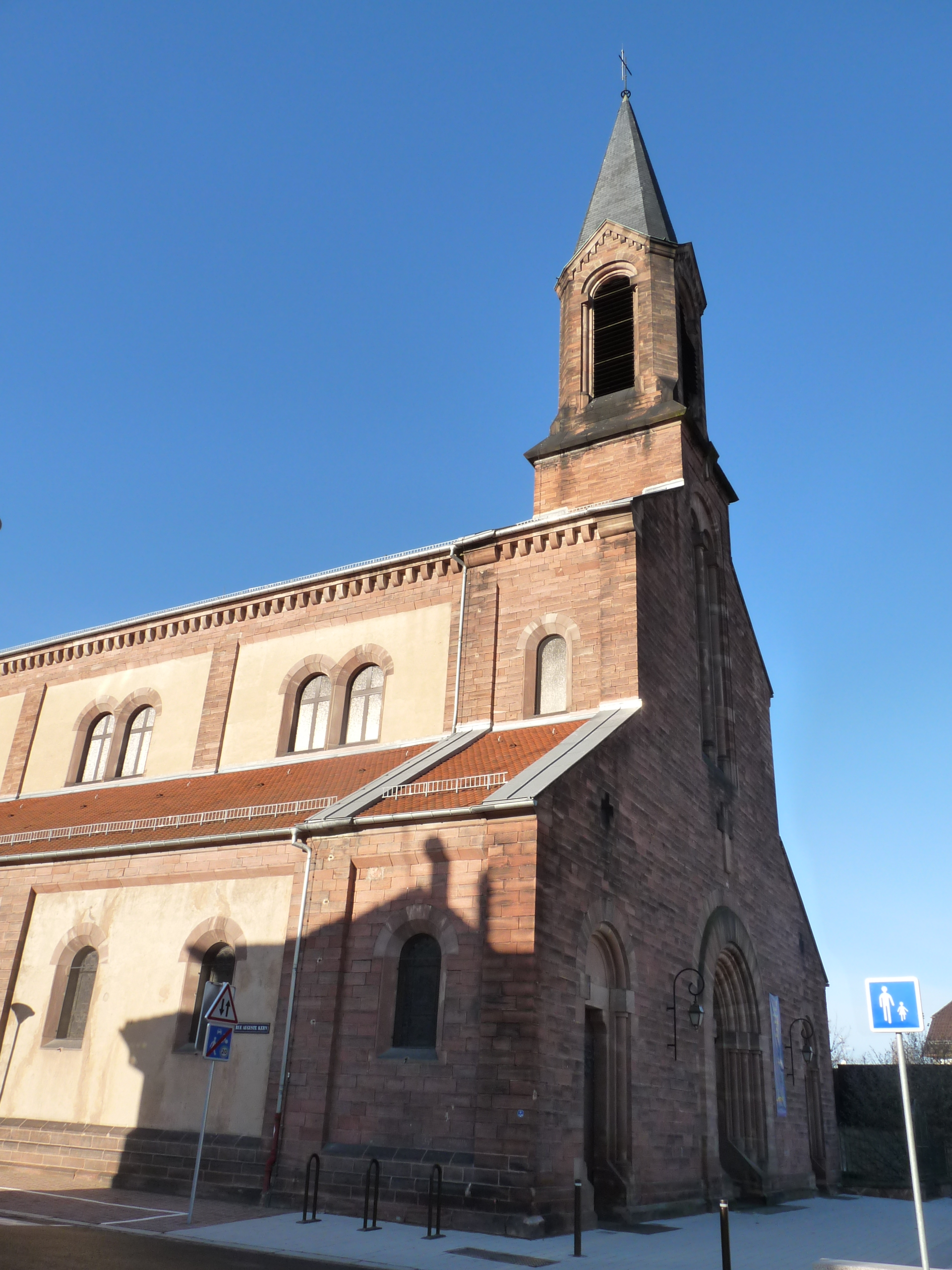
L'église Saint-Louis de la Robertsau.
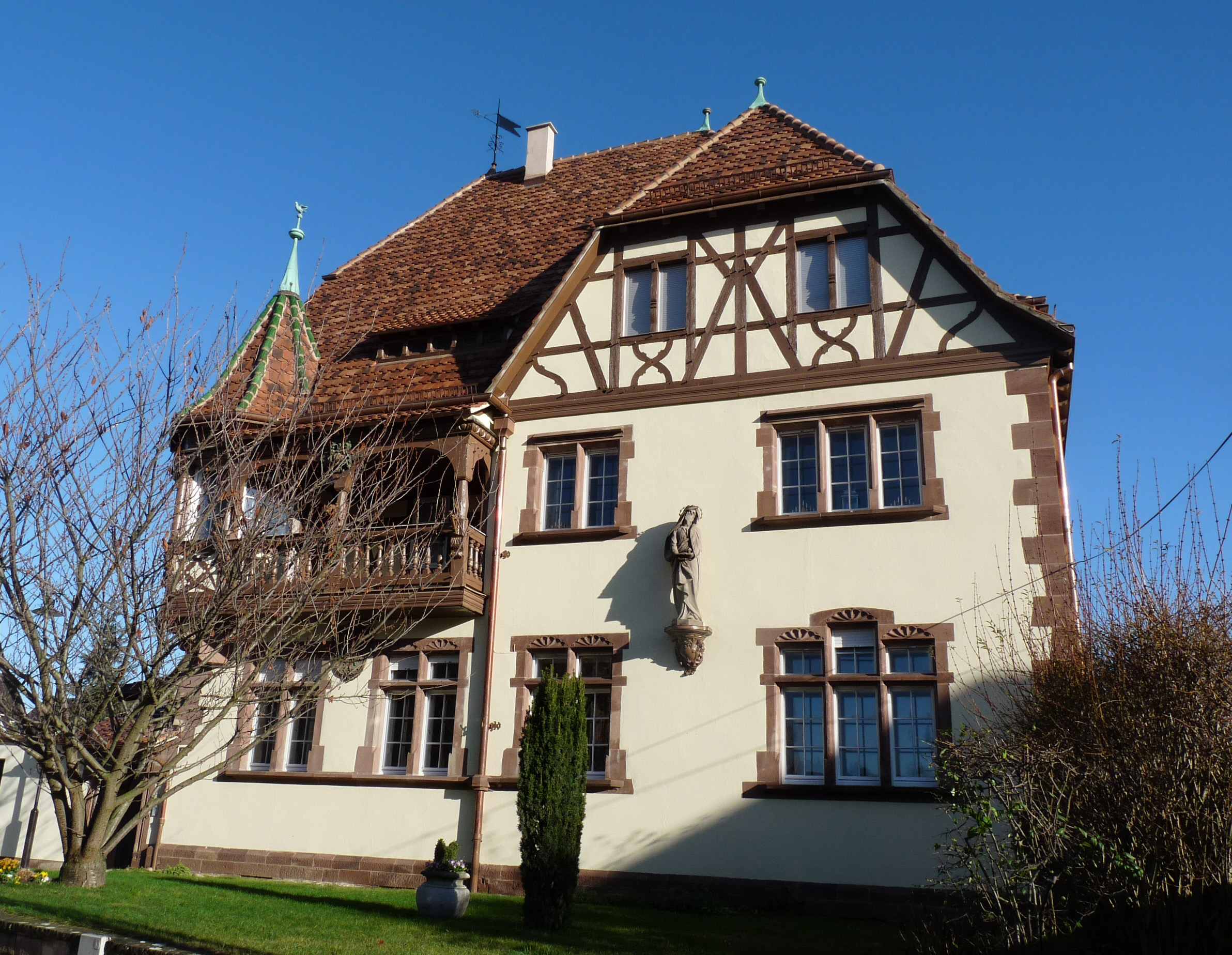
Presbytère de l'église Saint-Louis, place Jeanne d'Arc.

Un temple bouddhiste, Phô Hiên, se trouve au n°311 route de la Wantzenau. D'une surface totale de 1 000 m2 et pouvant accueillir 600 fidèles, il est conçu par les architectes Noël Kirtz et Jean-Luc Thomas pour l’association cultuelle bouddhique vietnamienne de Strasbourg. La première pierre a été posée le 20 janvier 2015. Le temple est pré-inauguré le 19 mai 2017 en présence du maire Roland Ries et de son adjoint aux cultes Olivier Bitz. La véritable inauguration se déroule les 20 et 21 mai.

### Cimetières
La Robertsau compte deux cimetières, le cimetière Saint-Louis et le cimetière Nord.
Le cimetière Saint-Louis et le nouveau monument aux morts se trouvent au centre du quartier. Créé au XIVe siècle, c'est à la fois le plus ancien et le plus petit (1 ha) cimetière de Strasbourg. Outre les habitants du quartier, y sont inhumées plusieurs personnalités liées à l'histoire de Strasbourg, telles que le pathologiste Friedrich Daniel von Recklinghausen (1833-1910), Heinrich Ludwig Kayser (1833-1904), fondateur des « Neueste Nachrichten » – ancêtre des Dernières Nouvelles d'Alsace –, et propriétaire du domaine Kaysersguet, l'éditeur Karl Trübner (1846-1907) ou le philologue Johann Heinrich Hübschmann (1848-1908). Le cimetière privé de la famille de Pourtalès est accolé à la nécropole.
Comme son nom le suggère, le cimetière Nord est situé plus au nord, à proximité de la cité de l'Ill. Avec une superficie de 18 hectares, c'est le plus grand de la ville. Conçu comme un jardin à la française, il a été aménagé à partir de 1917. Le cimetière héberge notamment les tombes du défenseur de l'Alsace française Pierre Bucher (1869-1921), de l'historien d'art Hans Haug (1890-1965) et du doyen de la faculté de pharmacie Auguste Sartory (1881-1950).

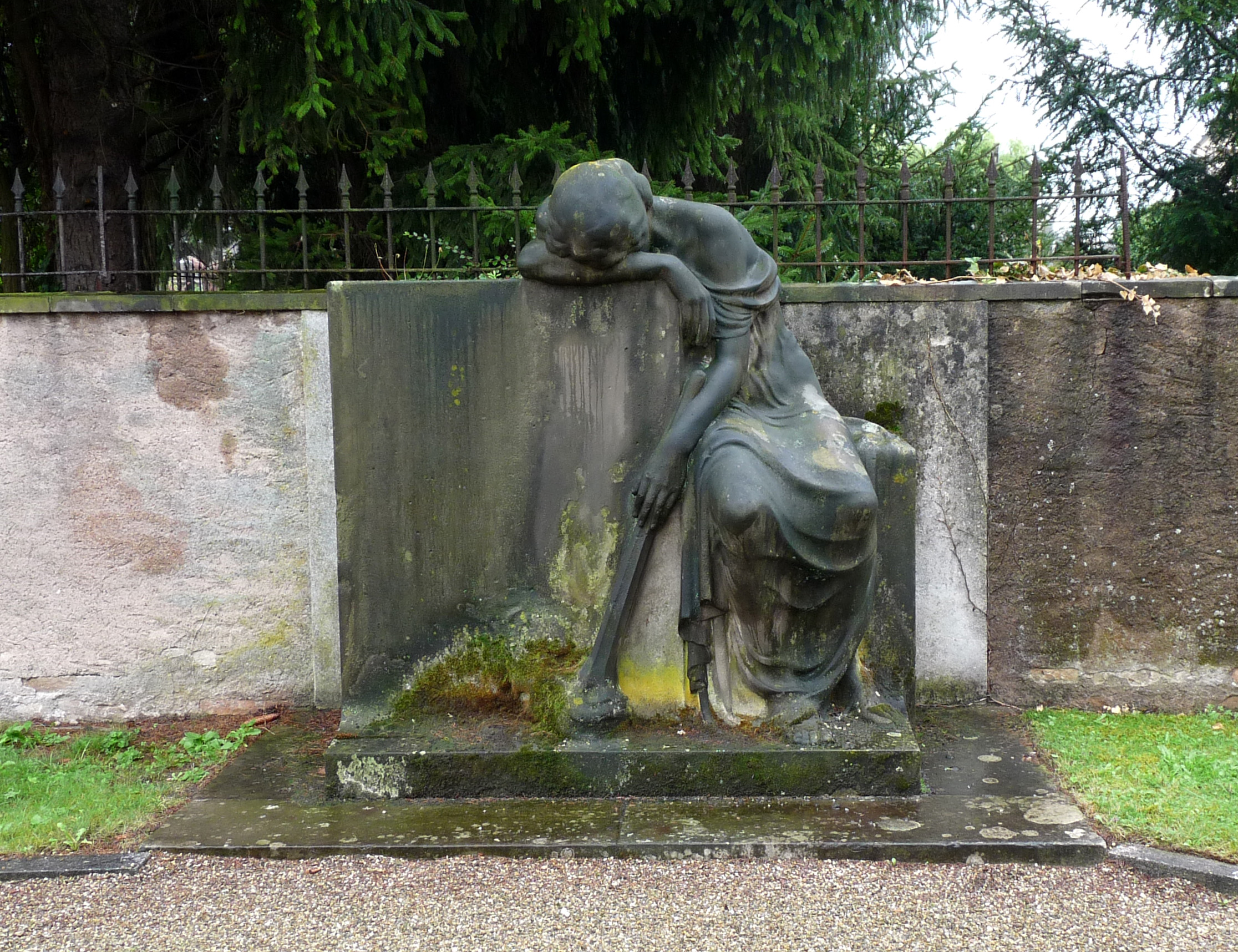
Vestiges de l'ancien monument aux morts au cimetière Saint-Louis (Alfred Marzolff).
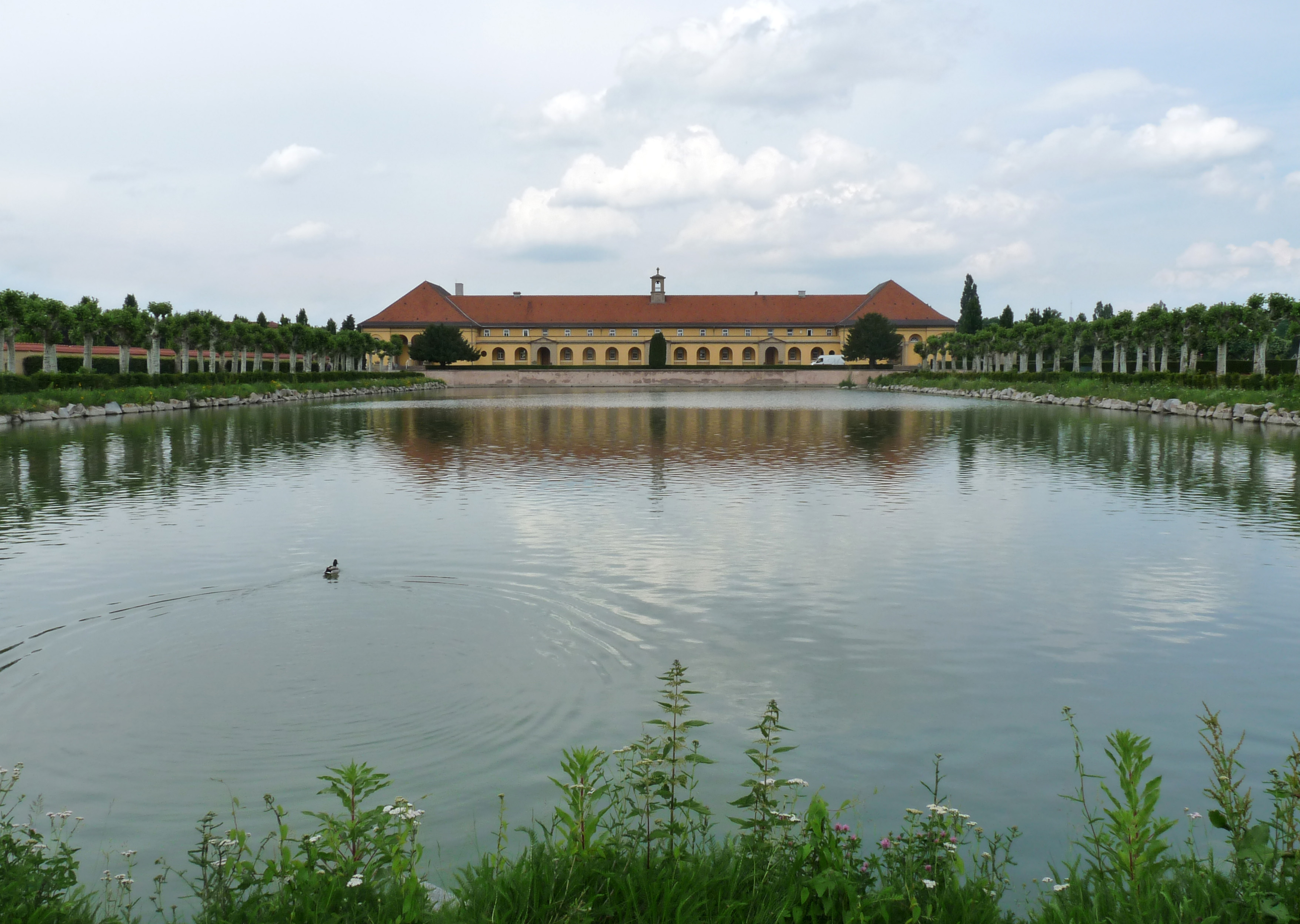
Centre funéraire et plan d'eau du cimetière Nord.
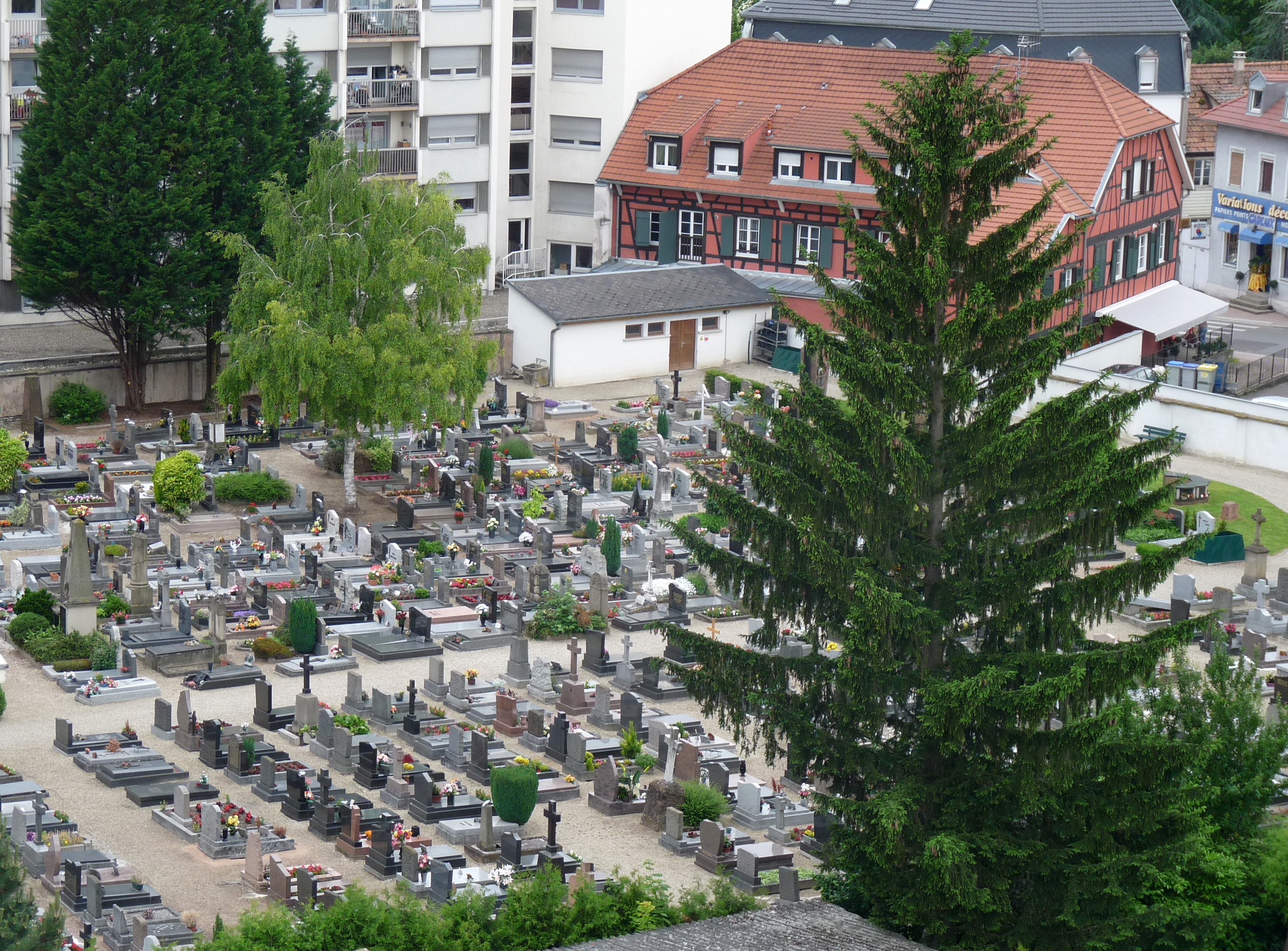
Cimetière Saint-Louis.

### Quartier européen
La partie sud de la Robertsau, bordée par l'Ill et le canal de la Marne au Rhin, est intégrée au quartier européen de Strasbourg. Plusieurs bâtiments des institutions européennes s'y trouvent : le Palais des droits de l'homme, la Pharmacopée européenne, l'Agora du Conseil de l'Europe ainsi que l'Institut international des droits de l'homme, installé dans un ancien relais postal. La ville a réaménagé l'ancien domaine du Kaysersguet pour en faire un "Lieu d'Europe".

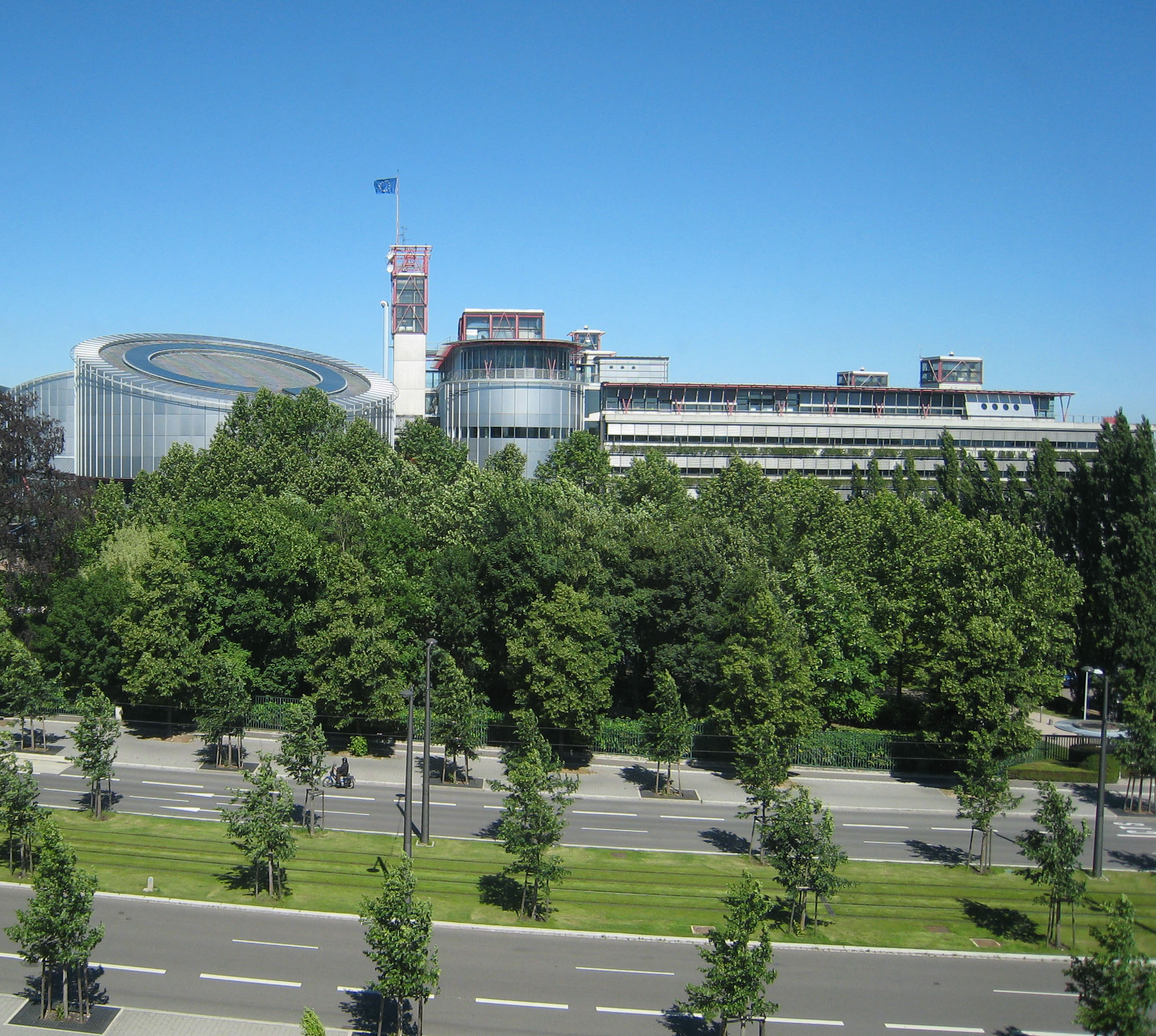
Le Palais des droits de l'homme.
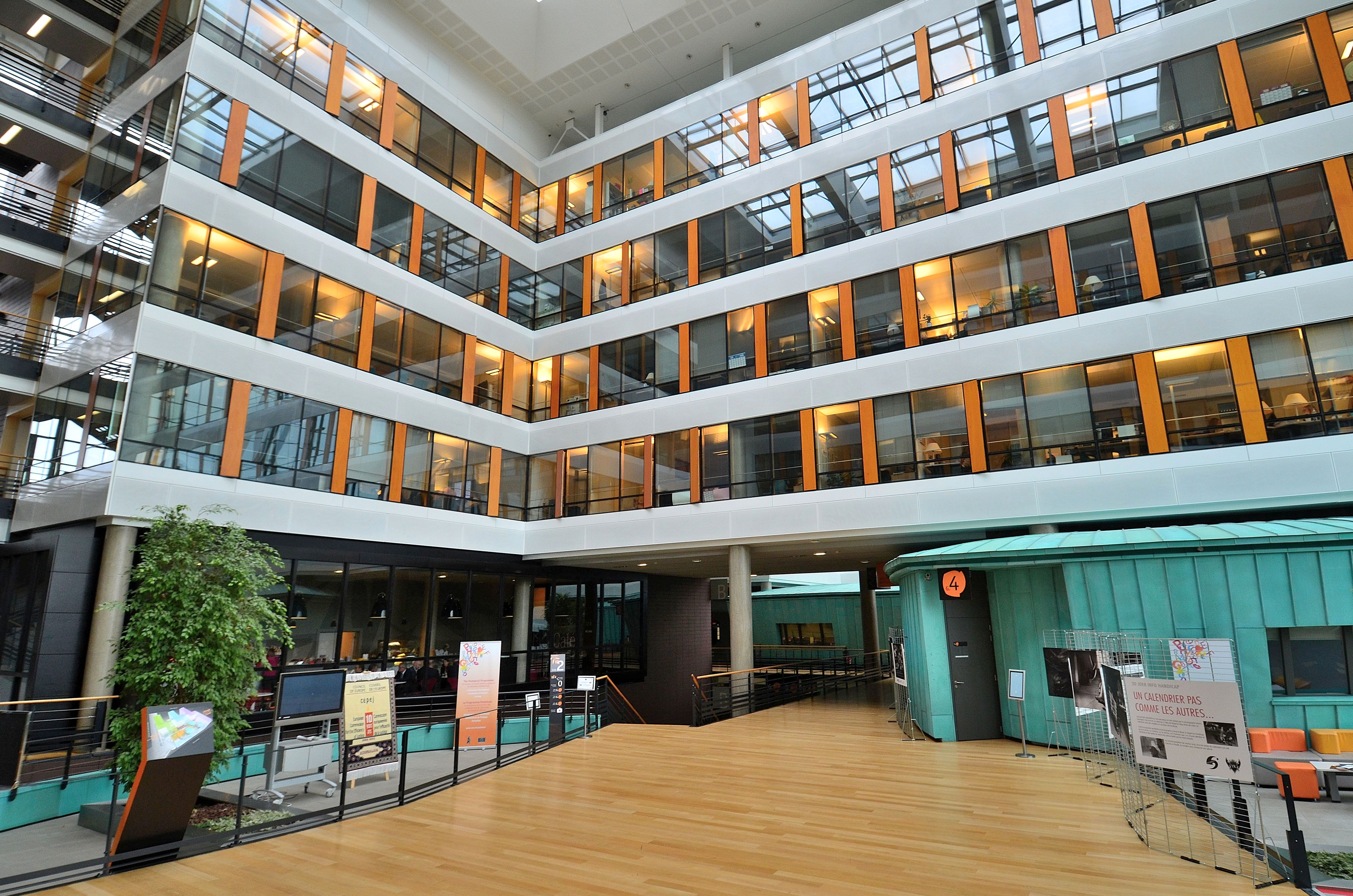
Intérieur de l'Agora.
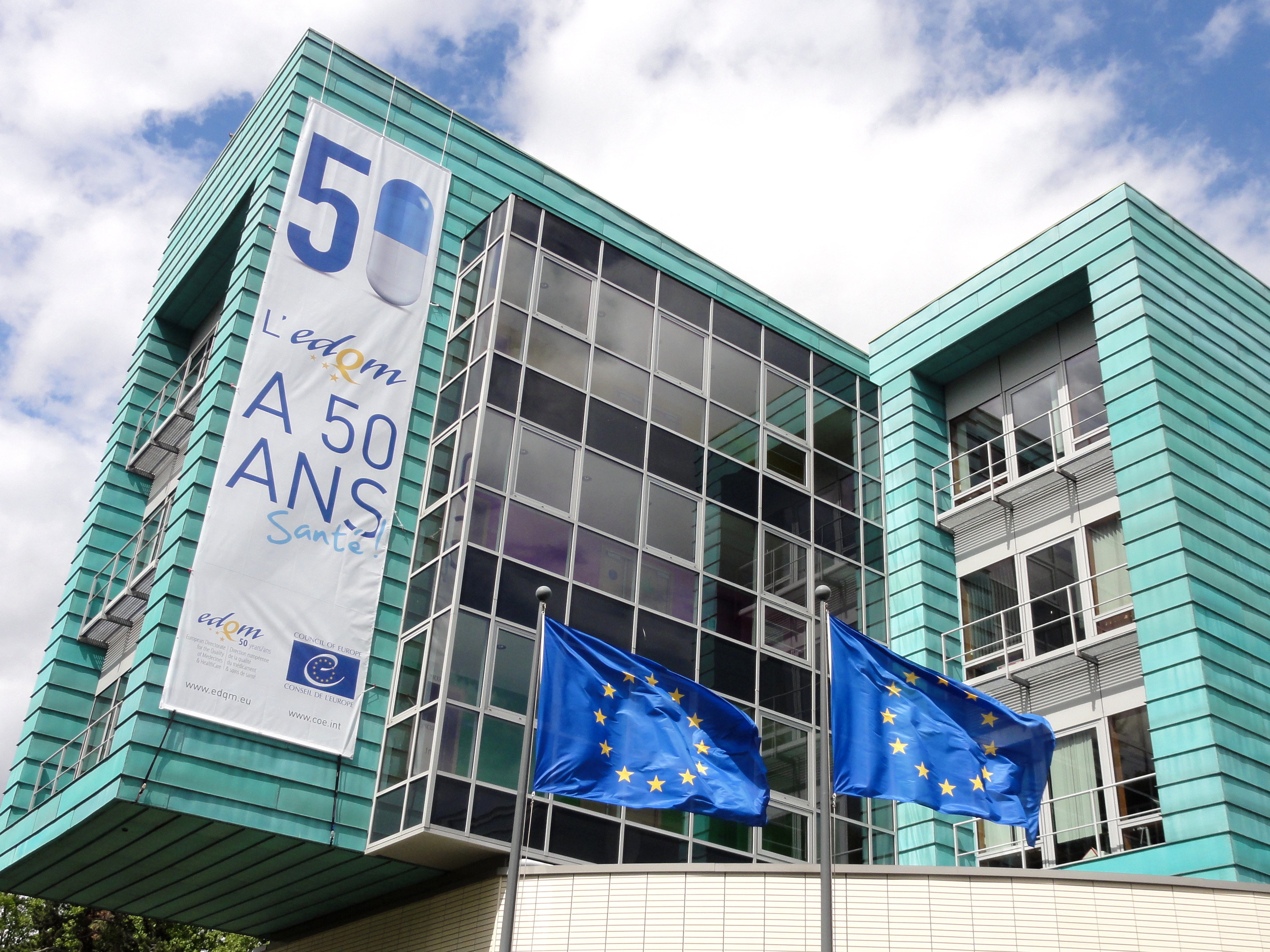
Pharmacopée européenne.

### Espaces verts et forêts
La Robertsau est parfois surnommée « le jardin de Strasbourg », c'est en effet le quartier le plus vert de la ville. Outre la vaste forêt de la Robertsau et le parc de Pourtalès (d'une superficie de 24 hectares), le parc de la Petite-Orangerie est situé au centre du quartier. À l'entrée sud se trouve le parc de la villa du Kaysersguet nommé parc Henri-Louis Kayser. De nombreux sentiers sont également aménagés au bord des cours d'eau qui traversent le quartier.

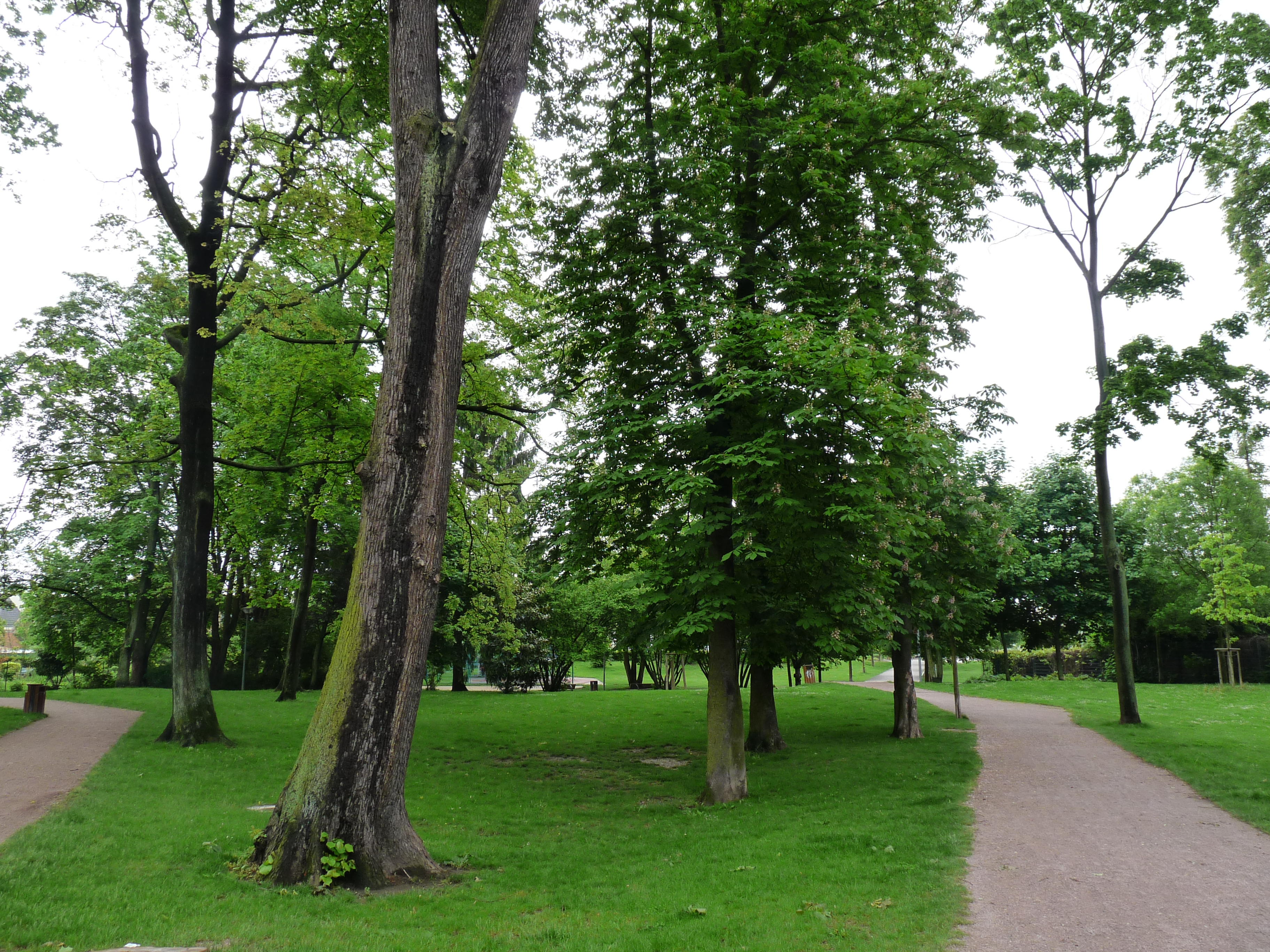
Parc de la Petite-Orangerie.
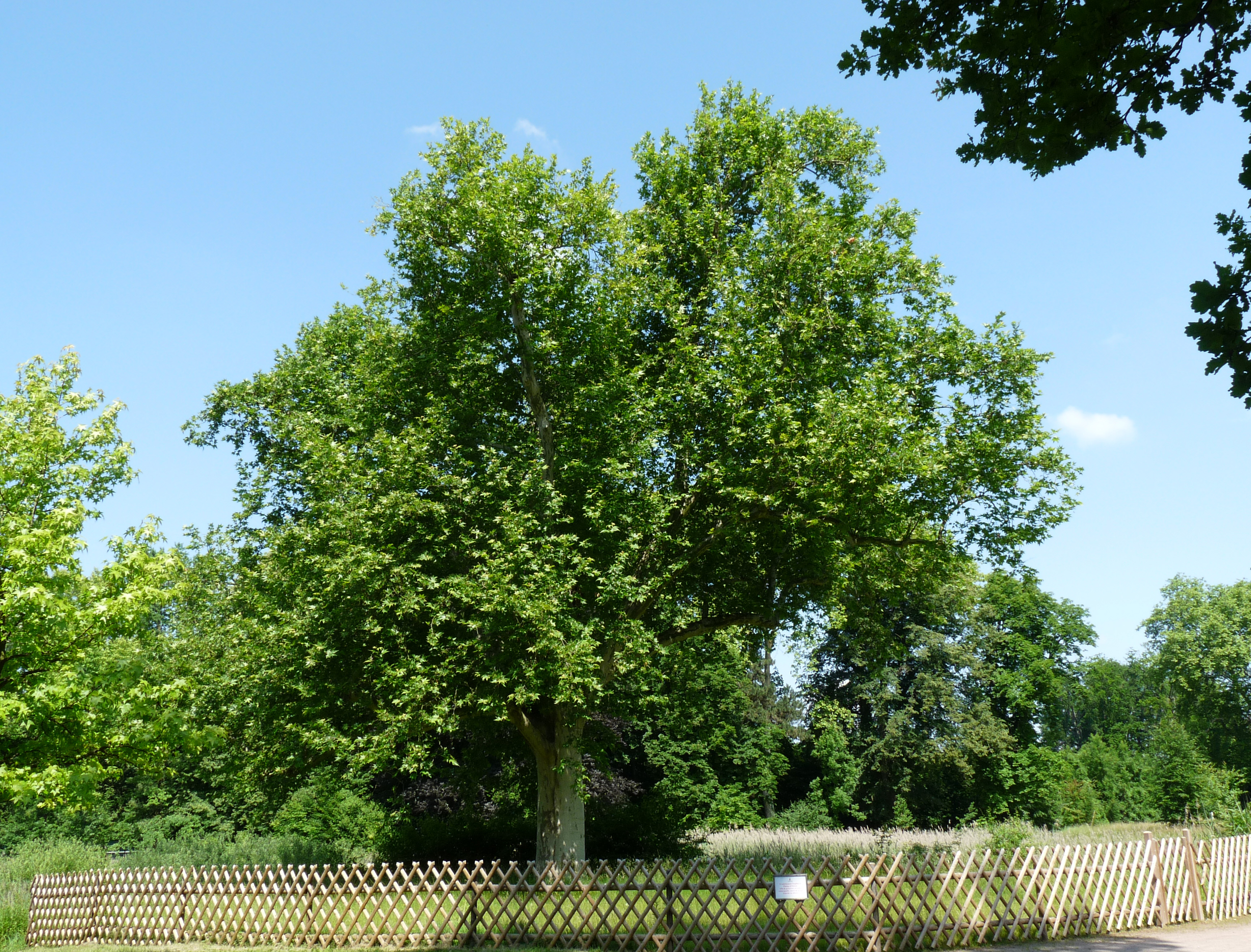
Parc de Pourtalès.
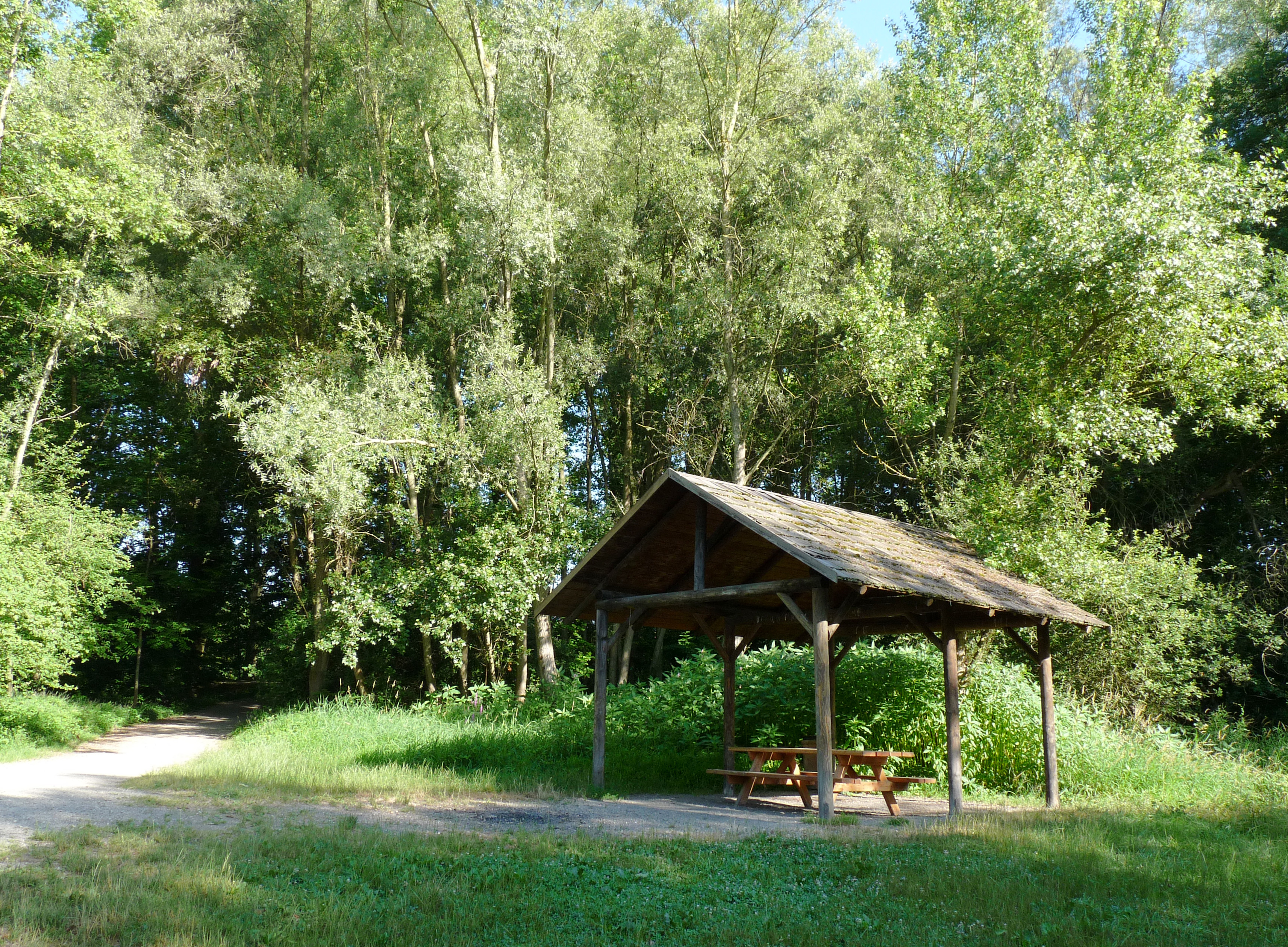
Forêt de la Robertsau.

## Édifices publics

### Santé
Le quartier compte deux établissements de santé :
Hôpital de la Robertsau
Ancien sanatorium Saint-François construit en 1910 et vendu aux Hospices civils en 1919. Il est composé de 8 bâtiments répartis sur 10 hectares et rattaché aux Hôpitaux universitaires de Strasbourg (HUS).
Clinique Sainte-Anne

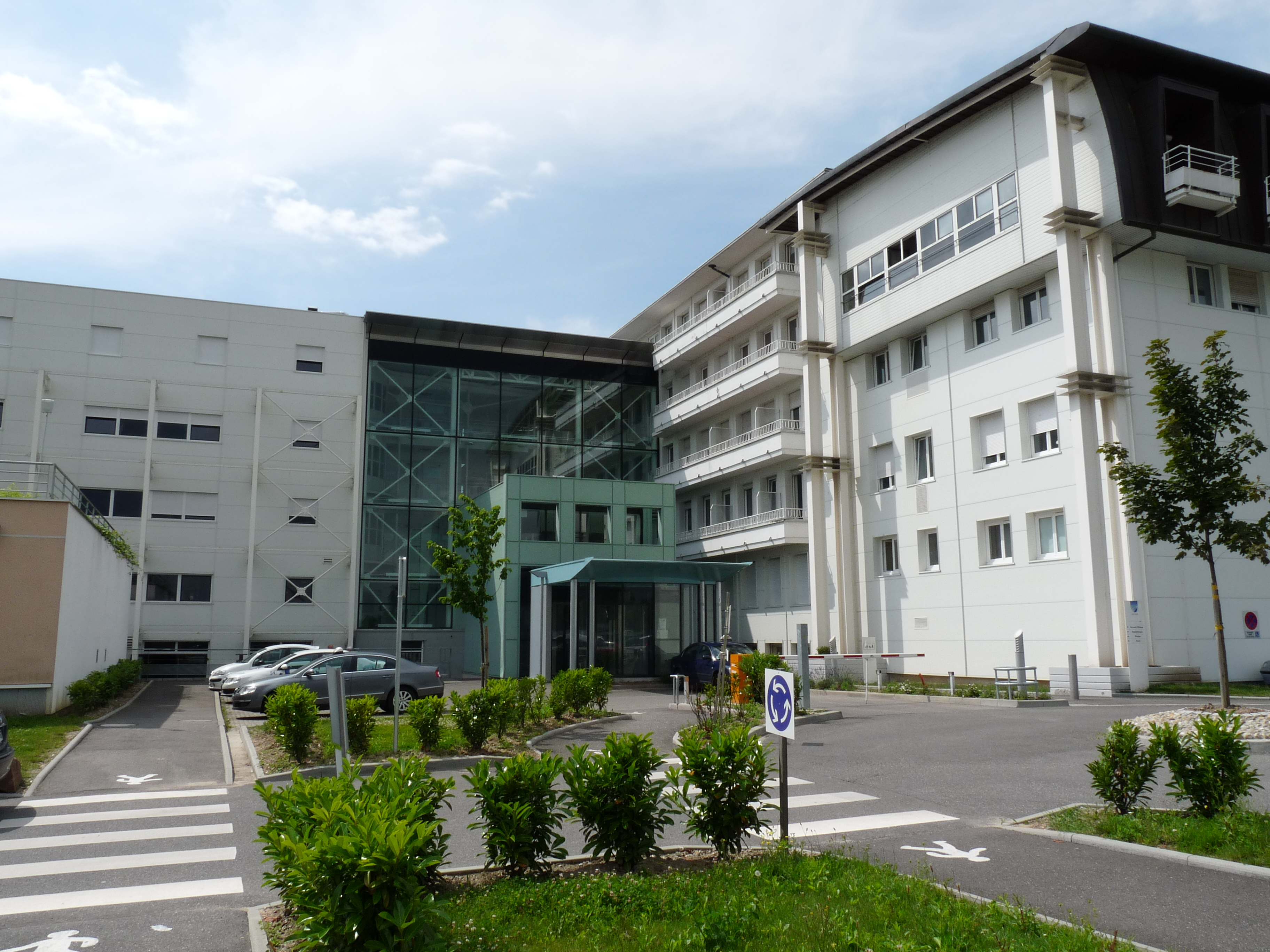
La clinique Sainte-Anne.

Construite entre 1927 et 1928, d'abord en tant que clinique d'accouchement, Sainte-Anne est aujourd'hui un établissement privé à but non lucratif, rattaché au Groupe Hospitalier Saint-Vincent/Fondation Vincent de Paul, avec 276 lits, places et postes. Outre sa vocation historique – la maternité où naissent environ 2 000 enfants chaque année –, la clinique accueille de nombreuses autres spécialités chirurgicales et médicales spécialisées. La chapelle de la clinique est achevée en 1959.

### Éducation
Grâce à l'historien Rodolphe Reuss qui publia en 1879 Les Tribulations d'un maître d'école de la Robertsau pendant la Révolution, on connaît les déboires de Jean Martin Schwoerer, instituteur à la Robertsau pendant la Révolution française.
Le quartier est doté de plusieurs écoles et d'un collège, ainsi que de logements destinés aux étudiants.
Écoles
Plusieurs établissements accueillent des classes maternelles et primaires publiques : l'école de la Robertsau (rue Adler), l'école Pourtalès (rue de la Roue), l'école de la Niederau (rue de la Papeterie).
Collège Jules-Hoffmann

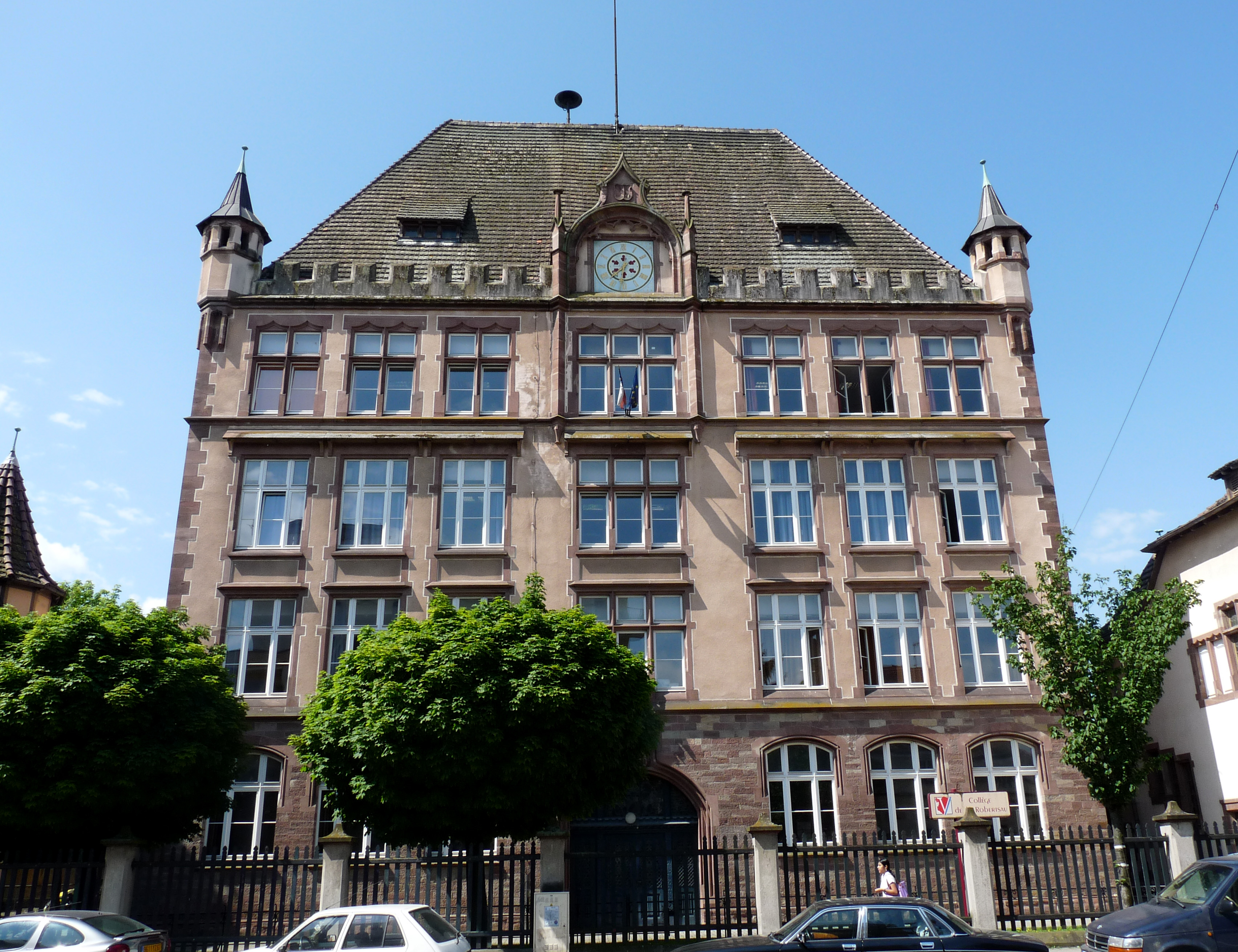
Le collège Jules-Hoffmann.

De style néo-gothique, orné de tours et de pignons médiévaux, le bâtiment a été construit en 1902 au cours de l'annexion de l'Alsace-Lorraine. Une extension est achevée en 2014 tandis que le bâtiment historique est rénové en 2015. La même année, l'établissement compte 372 élèves. Anciennement collège de la Robertsau, il est renommé le 18 octobre 2016 en l'honneur de Jules Hoffmann, scientifique résidant dans le quartier et prix Nobel de physiologie et de médecine en 2011.
École européenne de Strasbourg
L'école européenne de Strasbourg, créée en 2008, s'installe dans le quartier pour la rentrée 2015. La construction du nouveau bâtiment situé rue Peter-Schwarber, à proximité des institutions européennes, a débuté en septembre 2013 pour s'achever en septembre 2015. La nouvelle école accueille un millier d'élèves, de la maternelle au lycée.
Enseignement supérieur
La Robertsau ne compte aucun établissement d'enseignement supérieur mais une cité universitaire, construite en 1966 à l'emplacement d'une ancienne fabrique de bougies,, et une résidence universitaire se trouvent au début de la route de la Wantzenau.

### Autres

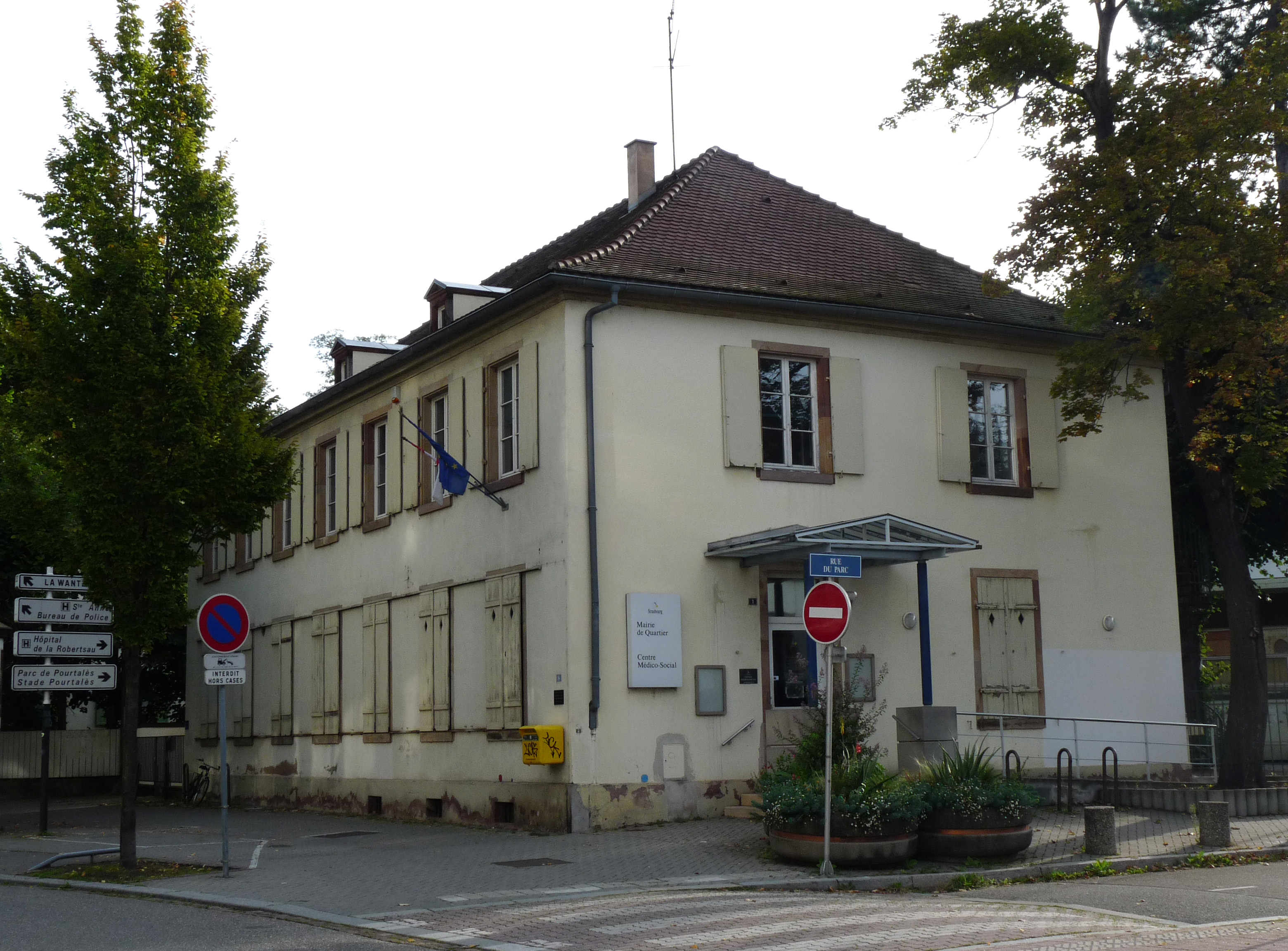
La mairie de quartier.

La mairie de quartier se trouve à l'angle de la rue du Parc et de la rue Boecklin. Un peu plus loin, rue Mélanie, les anciens bains municipaux (ouverts en 1931 et fermés en 1984) accueillent la bibliothèque-médiathèque du quartier depuis 1989.

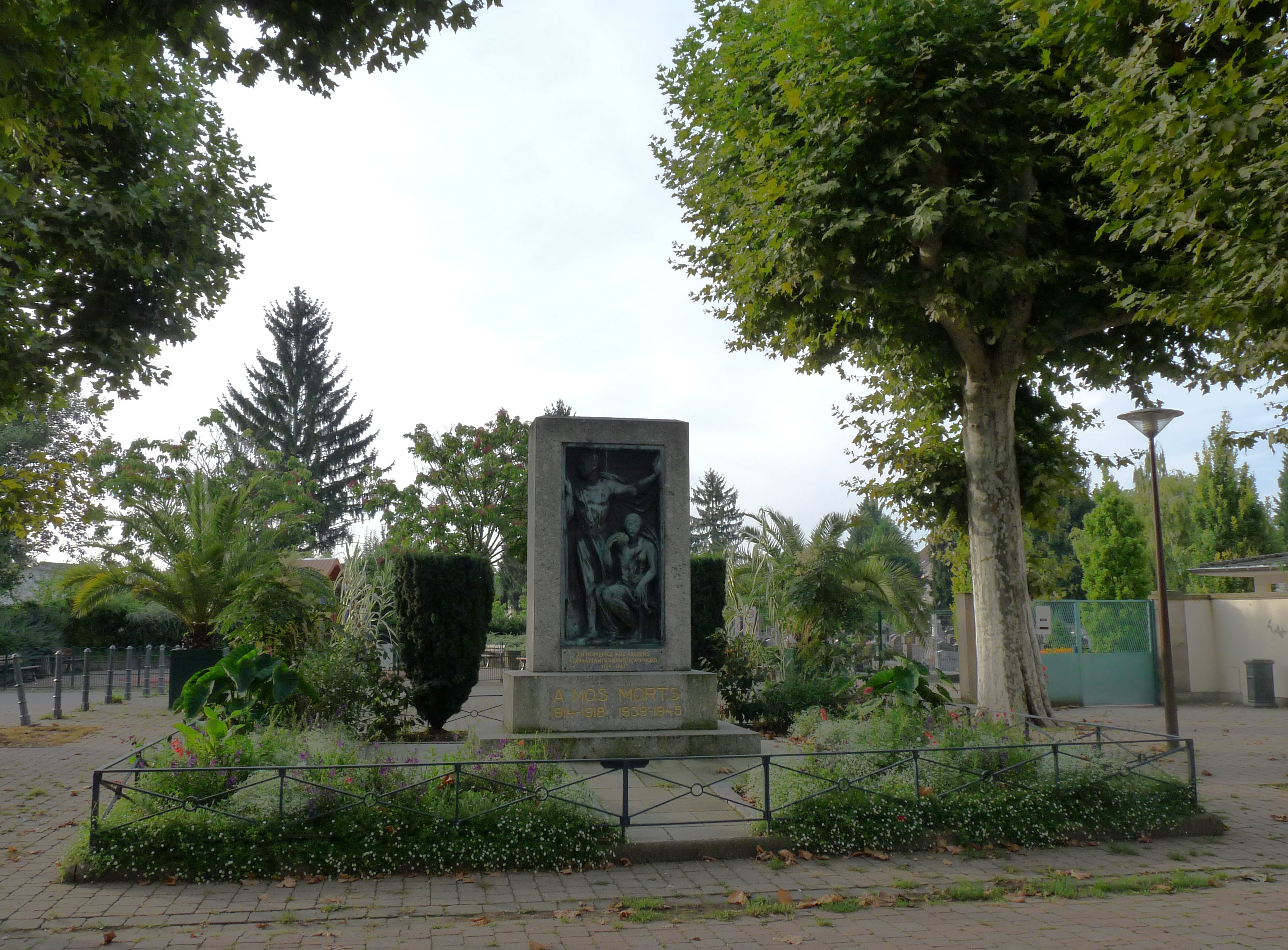
Le monument aux morts, place du Corps-de-Garde.

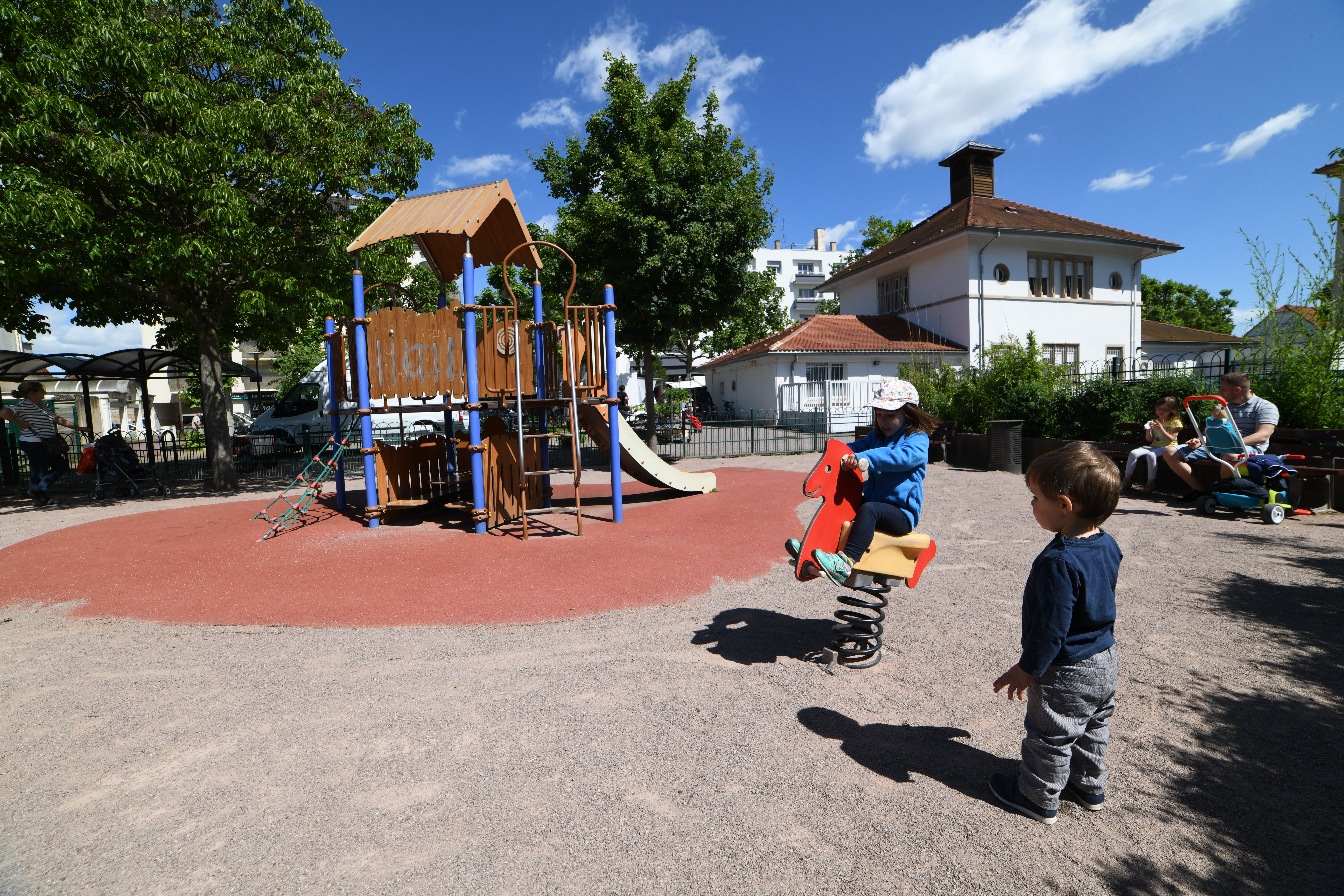
Aire de jeux sur la place du Corps-de-Garde.

Le bureau de poste de Strasbourg-Robertsau occupe l'ancien bâtiment du corps de garde, au no 58 rue Boecklin. La Poste dispose également d'un centre de distribution du courrier rue Jeanne d'Arc.
Un marché se tient les jeudis et samedis sur la place du Corps-de-Garde. Le monument aux morts du quartier se dresse sur cette même place.
La piscine de la Robertsau, ouverte en 1977, est située au nord du quartier près de la clinique Sainte-Anne.
L'ancien séminaire de la Communauté des Missionnaires du Sacré-Cœur de Jésus, rue de l'Aubépine, a été reconverti en caserne et abrite aujourd'hui la Compagnie républicaine de sécurité no 37 (CRS). Le bureau de police de Strasbourg-Robertsau se trouve au no 9 rue de la Papeterie. L'ancienne Gendarmerie a été démolie début 2014 et remplacée par un centre médico-social de quartier.

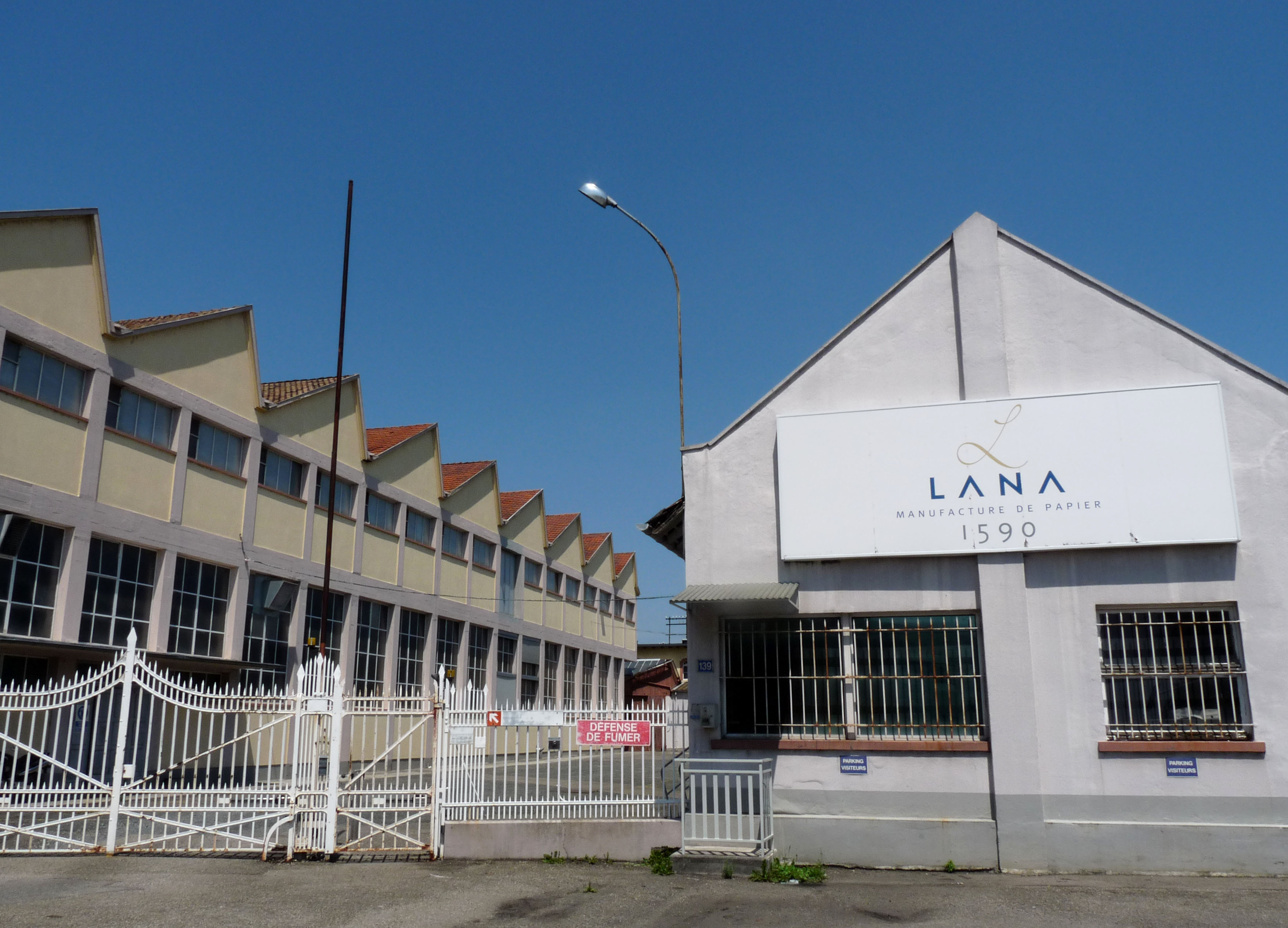
Papeterie de la Robertsau.

La papeterie Lana, fondée en 1590 dans les Vosges, est implantée à la Robertsau depuis 1872. Elle est placée en liquidation judiciaire en juin 2023 .

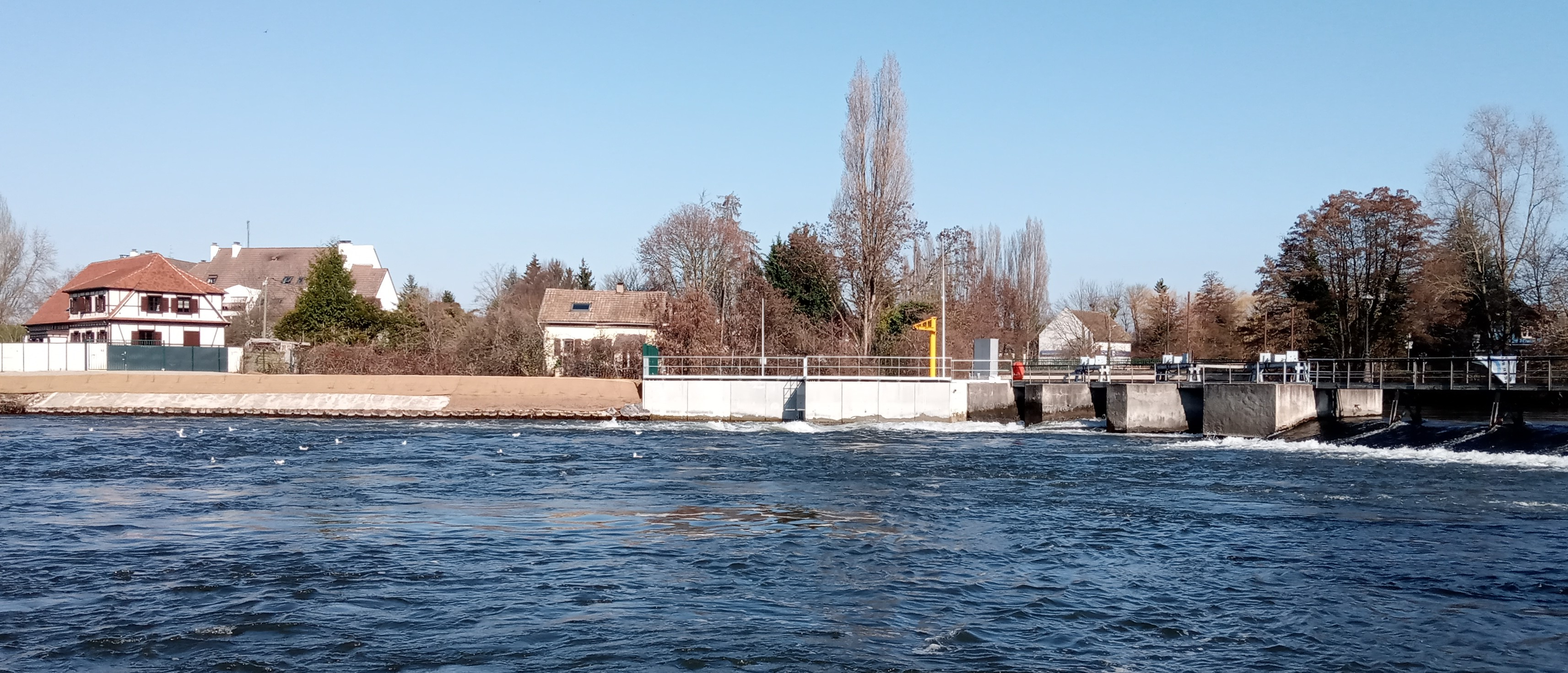
La passe à poissons et le barrage du Doernel.

Le barrage de la Robertsau, sur l'Ill à hauteur du palais des droits de l'homme, est l’un des derniers barrages à aiguilles de France. Construit en 1842, il compte 650 aiguilles et permet de réguler la hauteur de l'Ill dans sa traversée de la ville. Le barrage du Doernel se trouve un peu plus en aval. Une passe à poissons y est réalisée en 2021.
Le centre culturel Saint-Thomas est installé dans une ancienne maison de campagne pour les séminaristes au sud du quartier.
Quai Jacoutot, un pont tournant ferroviaire franchit le canal de la Marne au Rhin et permet la desserte du port aux pétroles.

## Personnalités liées à la Robertsau
- Nicolas Louis Jordy (1758-1825), général des armées de la République et de l'Empire, décédé à la Robertsau.
- Henri-Auguste François (1812-1872), médecin et dramaturge, habitant de la Robertsau ; une voie du quartier, la rue du Docteur-François, porte son nom.
- La comtesse Mélanie de Pourtalès (1836-1914), inhumée avec plusieurs membres de sa famille au cimetière Saint-Louis ; la rue Mélanie perpétue sa mémoire.
- Louis-Gustave Binger (1856-1936), officier et explorateur, né sur l'emplacement de l'actuel no 43 de la rue de la Carpe-Haute[44] ; l'ancienne Stettmeisterstrasse porte aujourd'hui son nom.
- Jean-Joseph Fiegenschuh (1869-1910), officier et explorateur, né à la Robertsau, à l'angle de l'actuelle rue Fiegenschuh et de la rue Jeanne d'Arc.
- Gustave Oberthür (1872-1965), architecte de nombreux immeubles et bâtiments publics à Strasbourg. Il a habité la villa au no 6 de la rue du Parc, qu'il a construite lui-même et est enterré au cimetière Saint-Louis.
- Ernest Ruch (1928-2006), missionnaire Oblat, docteur en philosophie. Il occupe le poste de chef du département de philosophie à l'université Pie XII (actuelle université nationale du Lesotho) de 1954 à 1986 puis devient secrétaire général de la congrégation des Oblats de 1986 à 1992. Polyglotte, il est l'auteur de plusieurs ouvrages en anglais (Space and time, a comparative study of the theories of Aristotle and Einsein, African philosophy).
- Marthe-Odile Ruch-Schmitz (1935-1982), sœur du précédent, professeur de botanique à l'université Pie XII (actuelle université nationale du Lesotho) de 1958 à 1965. Elle a créé l'herbarium du Lesotho et publié plusieurs ouvrages en anglais Wild flowers of Lesotho (1982), Grasses of Lesotho (ouvrage posthume 1984).
- Maurice Ruch (né en 1939), frère des précédents, retraîté d'une organisation patronale du BTP. Il est l'auteur d'Alsatiques dont Morissel, les années 1940 d'un petit Alsacien (éditions Bastian 2017) qui se déroule à la Robertsau.
- Jules Hoffmann (né en 1941), biologiste français habitant à la Robertsau. Il a reçu le prix Nobel de physiologie et de médecine en 2011.
- Laura Weissbecker (née en 1984), actrice française ayant grandi à la Robertsau.

## La Robertsau en Algérie

### Près de Constantine
Après la défaite française de 1870, l'Alsace et une partie de la Lorraine sont annexées à l'Empire allemand. En vertu du traité de Francfort leurs habitants ont la possibilité d'opter pour la nationalité française en quittant le pays avant le 1er octobre 1872. Parmi les partants, un certain nombre choisissent de s'établir en Algérie terre de colonisation relativement récente. Les familles alsaciennes et lorraines se regroupent par affinité. Ainsi le 2 avril 1872 est créé le centre de colonisation de Souk el Sebt auquel est donné le nom de Roberstau en 1874. Il se situe dans le département de Constantine à environ 12 kilomètres de Jemmapes. Son peuplement est terminé en 1876. Il est érigé en commune par arrêté du 14 janvier 1957.
Au départ, le centre compte 46 familles dont 17 originaires d'Alsace (familles : Germann, Picard, Burger, Floderer, Renngger, Kugler, Hermann, Loyson, Ziegler, Vogler, Iffly, Flühr, Freschesser, Munsch, Bischoff, Escoler et Didier). La vie du centre est très difficile. Les colons se découragent et vendent leur concessions. En 1932, il ne reste plus des premiers colons alsaciens que les familles Kugler et Goger. Cette dernière est apparentée à la première qu'elle rejoint en 1880.
Le nom actuel de la commune algérienne est Es Sebt.

### À Alger
Sur les hauteurs d'Alger, un médecin alsacien construisit une maison qu'il baptisa du nom de son quartier natal. Avec le temps le quartier dit « de la Robertsau » s'est constitué autour de sa demeure,.